# Lago Albano
Il lago Albano (in latino Lacus Albanus), anche detto lago di Albano o lago di Castel Gandolfo, è un lago di origine vulcanica situato in provincia di Roma nell'area dei Castelli Romani, sui Colli Albani.
Di forma quasi circolare, sulle sue coste si trovano importanti resti archeologici preistorici e romani, come il Villaggio delle Macine, l'emissario artificiale ed i ninfei dorico e del Bergantino, quest'ultimo parte integrante del complesso della villa albana di Domiziano.
Presso questo lago si tennero le gare di canottaggio e di canoa/kayak delle Olimpiadi di Roma del 1960.

## Geografia fisica
La denominazione dello specchio d'acqua "lago Albano", intende "albano" semplicemente come aggettivo, senza alcun riferimento all'omonima cittadina di Albano Laziale, ma semmai all'antica metropoli -nel senso etimologico del termine- latina di Alba Longa.
Il toponimo "albano" infatti deriva all'intera zona da quella città, mitica capitale della Lega Latina fondata dal figlio di Enea, Ascanio, e rasa al suolo intorno al VI secolo a.C. dai Romani, secondo la tradizione sotto il regno di Tullo Ostilio. L'ubicazione esatta della città non era chiara neppure agli storiografi romani, ed oggi l'ipotesi più accreditata è che sorgesse sopra il versante orientale o sud-orientale del lago Albano, alle pendici di Monte Cavo, appunto "vicino ad una montagna e ad un lago, occupando lo spazio tra i due", come riferisce lo storico di età imperiale Dionigi d'Alicarnasso.
Ad ogni modo la denominazione "albanus" si estese indistintamente al Mons Albanus, il monte sacro a Giove Laziale convenzionalmente identificato con lo stesso Monte Cavo, l'aqua ed il rivus Albanus, nome attribuito a più corsi d'acqua o acquedotti della zona, l'ager Albanus disseminato di ville repubblicane ed imperiali, albanae anch'esse, ed infine il lacus Albanus. Solo nel II secolo l'imperatore Settimio Severo edificò all'interno delle grandi proprietà imperiali della villa albana di Domiziano (l'Albanum Domitiani) i Castra Albana, nucleo di sviluppo dell'attuale centro storico di Albano in epoca altomedioevale.

### Territorio
Le pendici vulcaniche del Monte Cavo (949 m) dividono il lago Albano dall'altro lago vulcanico del complesso, il lago di Nemi. Comunque i due crateri di Albano e di Nemi sono soltanto i più recenti edifici vulcanici di una lunga ed antica serie.
Entrambi si trovano ai bordi del complesso vulcanico dei Colli Albani, il Vulcano Laziale identificabile dall'edificio Tuscolano-Artemisio. I limiti della zona vulcanica sono delimitati da un grande cerchio che, partendo da Albano Laziale, passa per Castel Gandolfo, Rocca di Papa, Marino, Grottaferrata, Rocca Priora, Velletri e Genzano di Roma.
Durante la fase terminale dell'attività vulcanica, l'incontro tra masse di magma e falde acquifere favorì la formazione di numerosi laghi, dei quali il lago Albano ed il lago di Nemi sono gli unici rimasti fino ad oggi.
L'attività eruttiva è cessata o in stato di quiescenza da millenni. Alcuni studi hanno ipotizzato che le ultime eruzioni potessero datarsi a circa 5000 anni fa, con fenomeni di ribollimento e tracimazione del lago e conseguenti devastanti lahar su tutta la piana di Ciampino. Oggi è ancora possibile registrare fenomeni vulcanici sia pure di entità modesta, emanazioni gassose tossiche, deformazioni del suolo e frequenti piccoli terremoti spesso in sciami (alcuni dei quali distruttivi in passato).

### Geologia
Il massiccio dei Colli Albani è costituito in gran parte da materiale vulcanico, che assume diversa consistenza e diversa denominazione a seconda della zona di provenienza. Nell'area tuscolana, ad esempio, si trova un tipo di tufo detto pietra sperone del Tuscolo, così chiamato perché compone l'omonima altura; altrove, nella Valle Latina, abbonda il tufo; tra Marino, Ariccia ed Albano Laziale si scava una pietra chiamata peperino (le cave più celebri della zona erano quelle di Marino, dismesse nel secondo dopoguerra); si trovano anche selce e pozzolana.
I bordi interni del cratere occupato dal lago sono formati da detriti di falda. Specialmente nel versante orientale sui bordi si trovano dei valloni scoscesi chiamati "pentime", scavati dall'acqua proveniente dal sovrastante Monte Cavo. Recentemente (2000-2001 e 2010-2011) sono stati compiuti lavori di sistemazione del tracciato di uno dei fossi scavati dall'acqua, quello di Pentima Stalla, per evitare le frequenti inondazioni invernali.
La spiaggia del lago, invece, è formata da ghiaia ed argilla alluvionale recentemente sovrapposta al riempimento non affiorante, databile al pleistocene. La sabbia è caratterizzata dal colore nero cenere, che dimostra l'origine vulcanica delle rocce da cui proviene.

### Morfologia
Il lago Albano possiede una forma singolare nel panorama dei laghi vulcanici. Questi in genere sono circolari, e presentano dolci pendii formati da anelli concentrici di roccia vulcanica: si pensi ai laghi di Bolsena, di Bracciano, oppure ai vicini laghi prosciugati dei Colli Albani, antichi crateri secondari del Vulcano Laziale, come Vallericcia, Valle Marciana, il Laghetto di Pavona.
Albano invece presenta la forma di un ovale allungato con asse maggiore in direzione NO-SE, pendii ripidissimi sul versante meridionale e più dolci, ma sempre scoscesi, a settentrione.

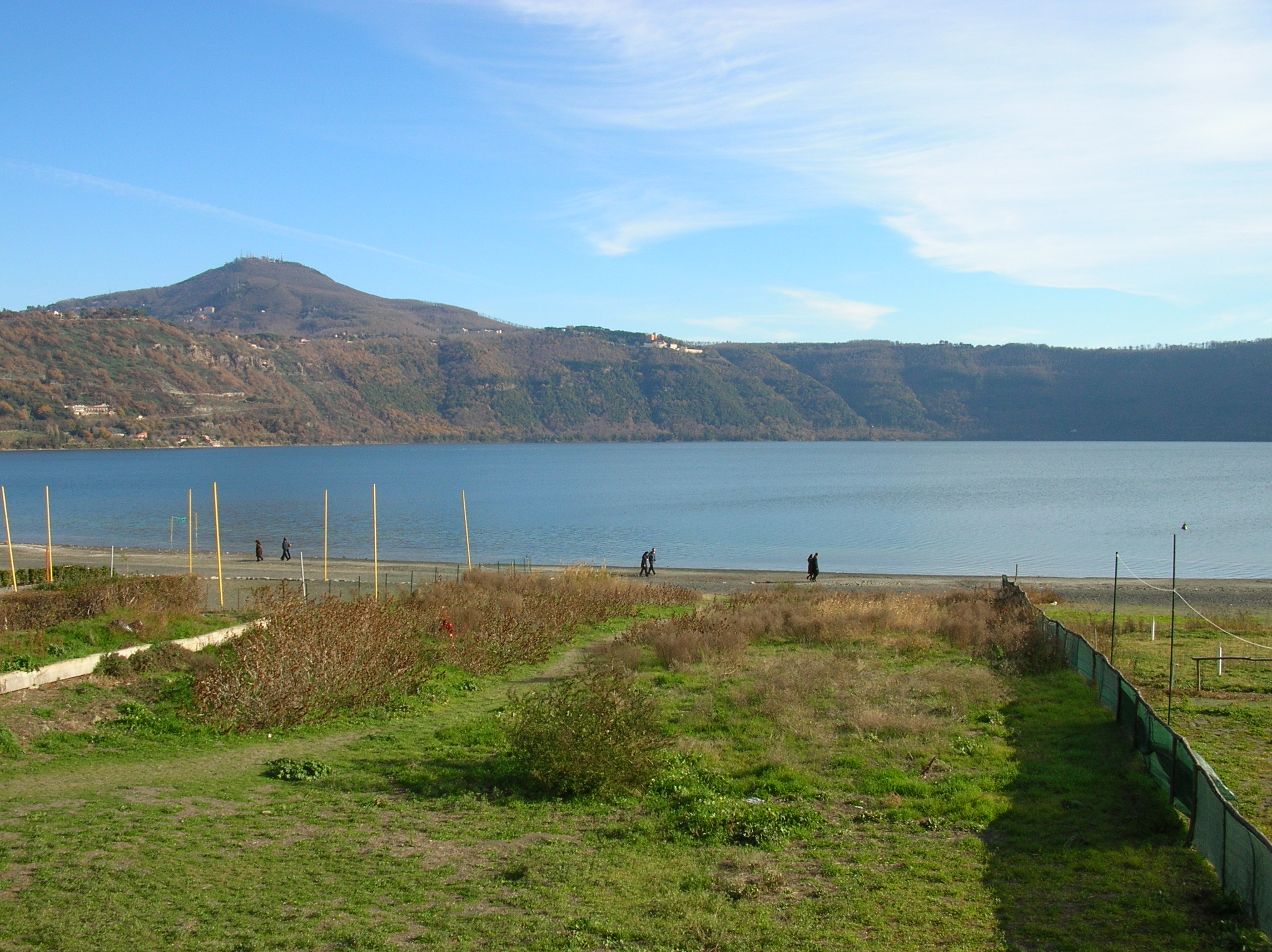
Lago Albano e Monte Cavo

Questa forma anomala sarebbe dovuta all'origine complessa del cratere del lago Albano, originato da almeno cinque diverse esplosioni. Per inciso, anche il lago di Nemi, per molti versi considerato "gemello" di quello Albano, presenta una forma caratteristica ed anomala, "ad otto", poiché almeno due in quel caso furono le esplosioni che lo originarono.
Quanto alla ripidezza delle pareti del cratere accentuata nella parte meridionale, si spiega con l'intersezione tra l'esplosione e la sovrastante colata lavica prodotta da un edificio ben più grande, quello cosiddetto delle Faete. A settentrione invece l'esplosione trovò meno materiale sopra di sé, perché non c'era nessun cratere vulcanico in quella zona, ma solo colate laviche di altri edifici.

### Idrografia
L'unico emissario, artificiale, non è più attivo. La superficie del lago è situata a circa trecento metri di altitudine. Tra gli anni sessanta e il 2014, il livello delle acque si è abbassato di 5 metri. Il fenomeno (che interessa anche il vicino Lago di Nemi) viene attribuito sia a cause naturali sia al consumo d'acqua: la notevole antropizzazione e lo sviluppo dell'agricoltura intensiva avrebbero comportato un sovrasfruttamento della falda acquifera albana.

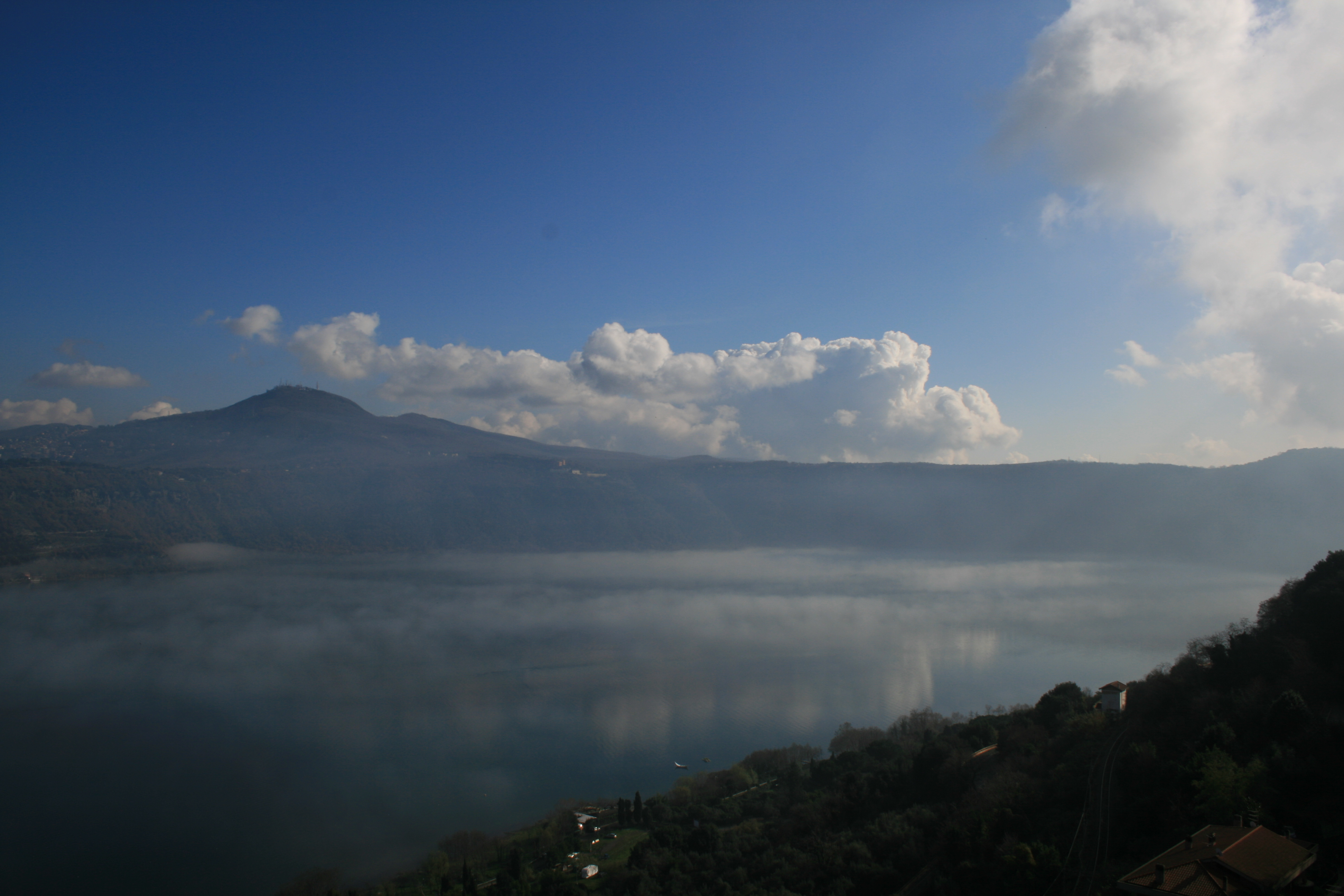
Lago Albano al mattino con nebbia in diradamento

### Clima
Il clima del Lago è molto umido e sensibilmente più freddo di quello del soprastante abitato di Castel Gandolfo a causa del fenomeno dell'inversione termica.
La sponda più piovosa è probabilmente quella est che risente dello stau delle nuvole che, provenienti da ovest, ne risalgono i fianchi. La sponda ovest risente invece dei venti di caduta occidentali, ma soprattutto di forti raffiche di scirocco che possono arrivare a creare delle mareggiate in miniatura.
Dall'aprile 1995 a tutto il 2001, a quota 436 metri è stata attiva una stazione pluviometrica dell'Ufficio Idrografico di Roma; per quanto riguarda temperature e venti, non è possibile utilizzare le rilevazioni di stazioni vicine come Ariccia Catena che risentono troppo del fenomeno dell'inversione termica per essere paragonabili.
Dal novembre 2011 è attiva una stazione meteo sul lato ovest del Lago a quota 295 metri:
| Mese                | Mesi | Mesi | Mesi | Mesi | Mesi | Mesi | Mesi | Mesi | Mesi | Mesi  | Mesi  | Mesi  | Stagioni | Stagioni | Stagioni | Stagioni | Anno  |
| Mese                | Gen  | Feb  | Mar  | Apr  | Mag  | Giu  | Lug  | Ago  | Set  | Ott   | Nov   | Dic   | Inv      | Pri      | Est      | Aut      | Anno  |
| ------------------- | ---- | ---- | ---- | ---- | ---- | ---- | ---- | ---- | ---- | ----- | ----- | ----- | -------- | -------- | -------- | -------- | ----- |
| Precipitazioni (mm) | 74,5 | 58,2 | 58,7 | 71,9 | 88,9 | 19,5 | 15,5 | 62,4 | 78,9 | 115,4 | 138,0 | 120,3 | 253,0    | 219,5    | 97,4     | 332,3    | 902,2 |

- Classificazione climatica: zona D, 1966 GR/G
- Diffusività atmosferica: media

## Flora, fauna ed aspetti ambientali

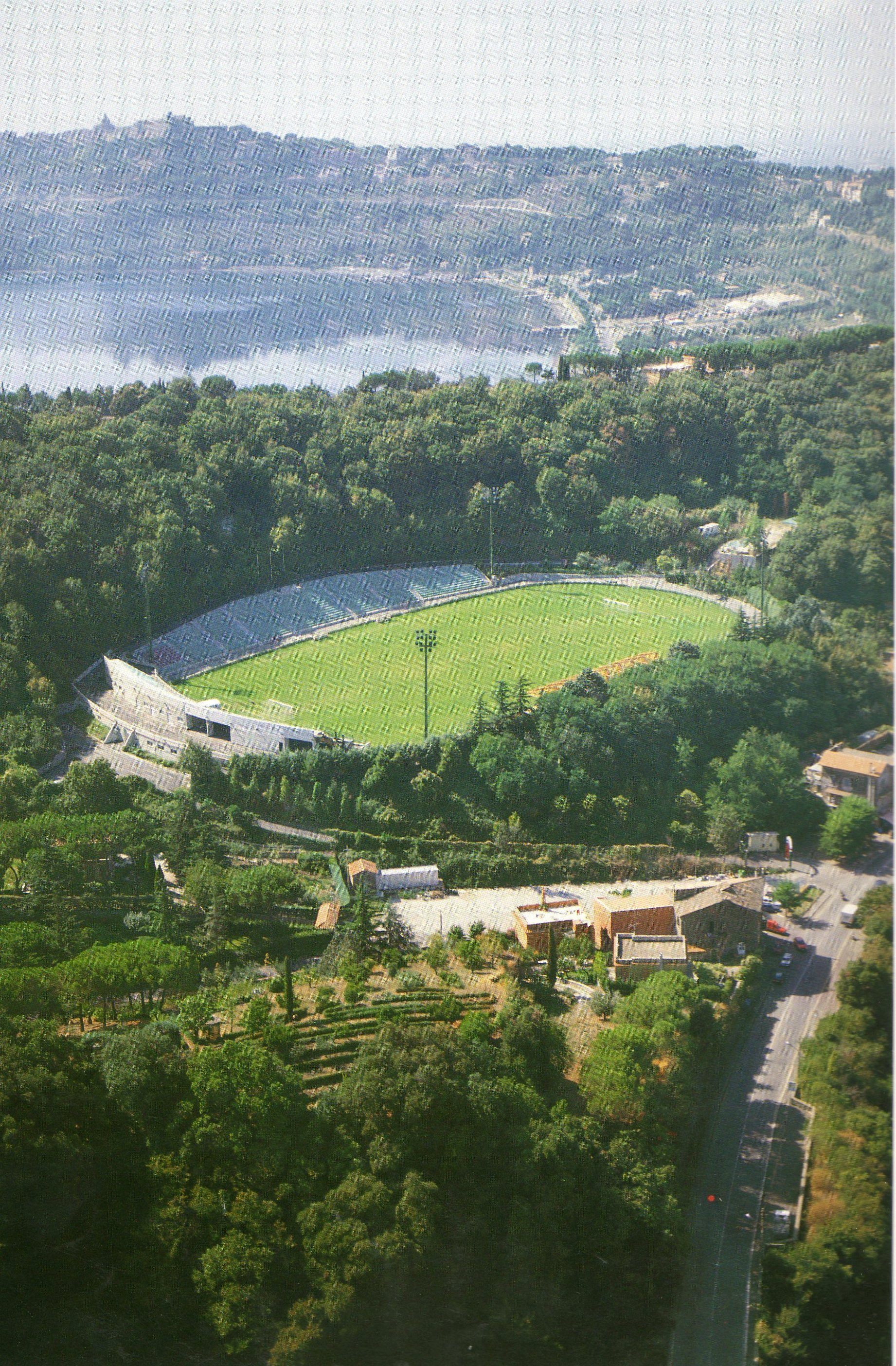
Lo stadio comunale "Domenico Fiore" di Marino immerso nel verde del Bosco Ferentano e sullo sfondo, oltre il cratere, il lago Albano.

Il lago Albano costituisce dal punto di vista ambientale un microcosmo isolato dal paesaggio circostante. Anche se in età antica era stato costruito un emissario artificiale, come tutti i laghi vulcanici, il lago Albano non dispone di fiumi immissari o emissari attivi che possano garantire un consistente ricambio idrico. Il lago riceve l'acqua solo dal bacino imbrifero e da alcune sorgenti sottolacustri.
Paradossalmente, proprio i problemi ambientali della zona hanno finalmente contribuito a focalizzare maggiormente l'attenzione sul bacino del lago Albano e del lago di Nemi. La loro importanza (botanica, archeologica e storica), durante il dopoguerra, era stata trascurata.
Un recente studio dell'Istituto Superiore di Sanità si è occupato della caratterizzazione ecologica dell'habitat all'interno del Parco regionale dei Castelli Romani, prendendo in considerazione parametri biologici, chimici, idrologici ed ecosistemici.
I risultati ottenuti hanno mostrato una situazione alquanto compromessa. Le analisi della componente fitoplanctonica nelle acque lentiche lacustri, in particolare, hanno addirittura permesso il rinvenimento di alcune specie di alghe che, oltre che indicatrici di inquinamento organico, appartengono a generi produttori di tossine.
Le rive e le acque del lago sono afflitte da seri problemi di inquinamento (ossigeno disciolto nell'acqua, coliformi, rifiuti dispersi nell'ambiente), per cui vige molto spesso il divieto di balneazione in varie zone.
Ad ogni modo, la flora è composta da piante a grosso e medio fusto (il leccio, il tiglio, i carpini, il nocciolo, la roverella, l'acero, l'ontano, gli olmi ed il pioppo nero) e da arbusti (come il lauro, l'orniello, l'agrifoglio, le ginestre, il biancospino, il sambuco nero, il ligustro, il pungitopo ed il corniolo). Nel sottobosco crescono ciclamini, anemoni, viole, ranuncoli e talvolta fragole e funghi.
Per quanto riguarda la popolazione animale, vi si trovano il riccio, il tasso, la volpe e lo scoiattolo, seppure notevolmente disturbati dalla massiccia presenza umana. Tra gli uccelli il cormorano, la folaga, la gallinella d'acqua, il germano reale ed in misura minore il martin pescatore, oltre a colonie di gabbiani non stanziali.
La fauna ittica invece, la più interessante dal punto di vista economico, si compone di pesci d'acqua dolce autoctoni come la rovella, il luccio, il barbo, il cavedano, l'anguilla, la trota, la tinca, lo spinarello e la scardola.
Diverse sono le specie alloctone introdotte, tra quelle d'acqua dolce: la carpa, il persico sole, l'agone, il persico reale, insieme a numerose specie introdotte d'acqua salata come il cefalo, il latterino ed il Palaemonetes antennarius, un crostaceo.

## Storia

### La civiltà laziale
Il primo insediamento umano sulle rive del lago Albano è un villaggio palafitticolo rinvenuto nel 1984 con il recente fenomeno dell'abbassamento delle acque sulla spiaggia nord del lago. Noto come "Villaggio delle Macine", per via di alcune macine di pietra ivi rinvenute, la sua datazione oscilla dal XX-XIX secolo a.C., fino alla media età del bronzo (XVII-XVI secolo a.C.),
Il villaggio sarebbe riconducibile alla struttura urbanistica della mitica metropoli -nel senso etimologico- latina di Alba Longa, rasa al suolo dai Romani intorno al VI secolo a.C., secondo la tradizione da Tullo Ostilio.

### L'età repubblicana

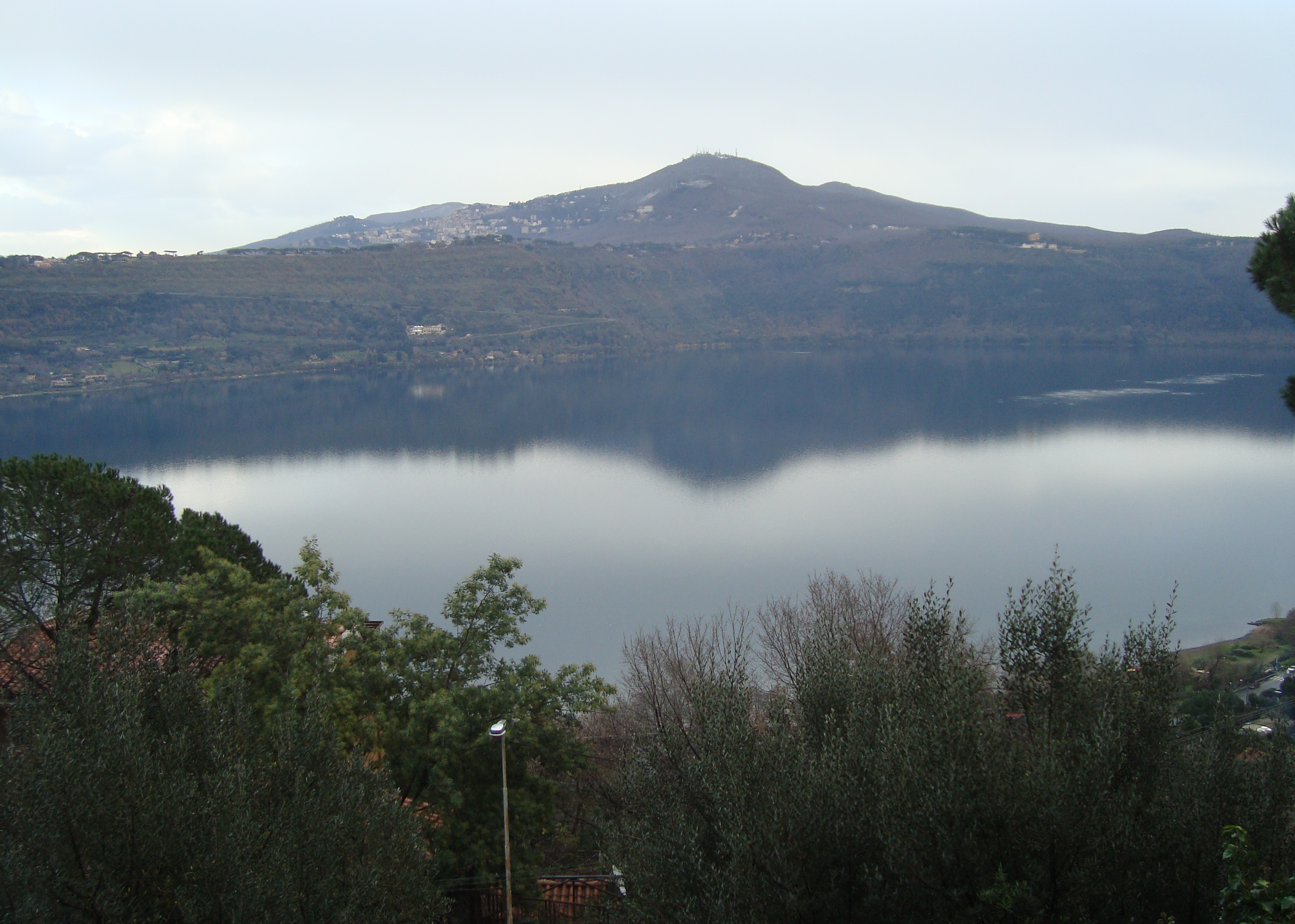
Monte Cavo, l'antico Mons Albanus, domina il lago da oriente.

Secondo la tradizione, intorno al 398 a.C., all'epoca delle lotte di Roma contro Veio, era stato costruito un tunnel di scarico, attraverso le pareti del cratere, che fungeva da emissario qualora il livello del lago avesse superato l'imbocco. Si trattava di un'opera di ingegneria idraulica particolarmente interessante per i tempi, la cui costruzione, secondo lo storico Tito Livio, sarebbe stata originata da una profezia dell'oracolo di Delfi: la vittoria dei Romani contro Veio sarebbe stata possibile solo nel giorno in cui le acque del lago fossero state incanalate e utilizzate per irrigare i campi. La quota dell'emissario è di 293 m s.l.m., circa 70 m inferiore a quella precedente. Il tunnel, lungo circa 1450 m, largo in media 1,20 m ed alto 2 m, sbocca in località "Le Mole" sotto Castel Gandolfo.
Durante e dopo l'epoca degli antichi romani si svolgevano sul lago delle naumachie, ossia degli spettacoli sotto forma di battaglie navali, sicché anche il fondolago è ricco di reperti.
Interessante dal punto di vista ambientale ed archeologico è il sentiero che si snoda all'interno del bosco presso la sponda est del lago, dove tra l'altro è possibile ammirare i ruderi di una villa romana. Da parte della mano pubblica, gli sforzi atti a rivalorizzare la zona vengono intrapresi dai comuni vicini, dal Parco regionale dei Castelli Romani e dalla Provincia di Roma.

### L'età imperiale

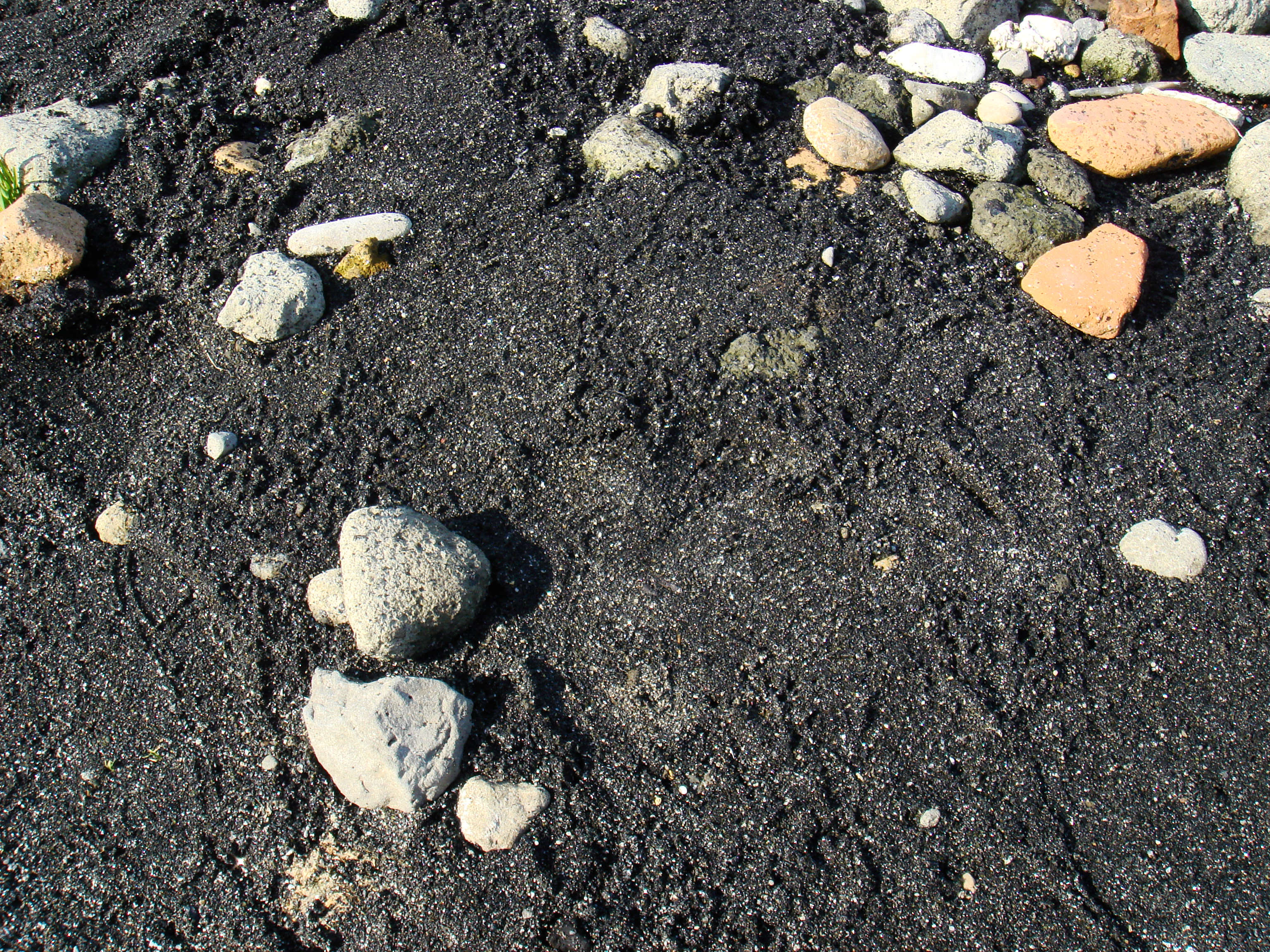
La caratteristica sabbia scura del lago, testimonianza dell'origine vulcanica del bacino.

### Dal Medioevo all'Ottocento

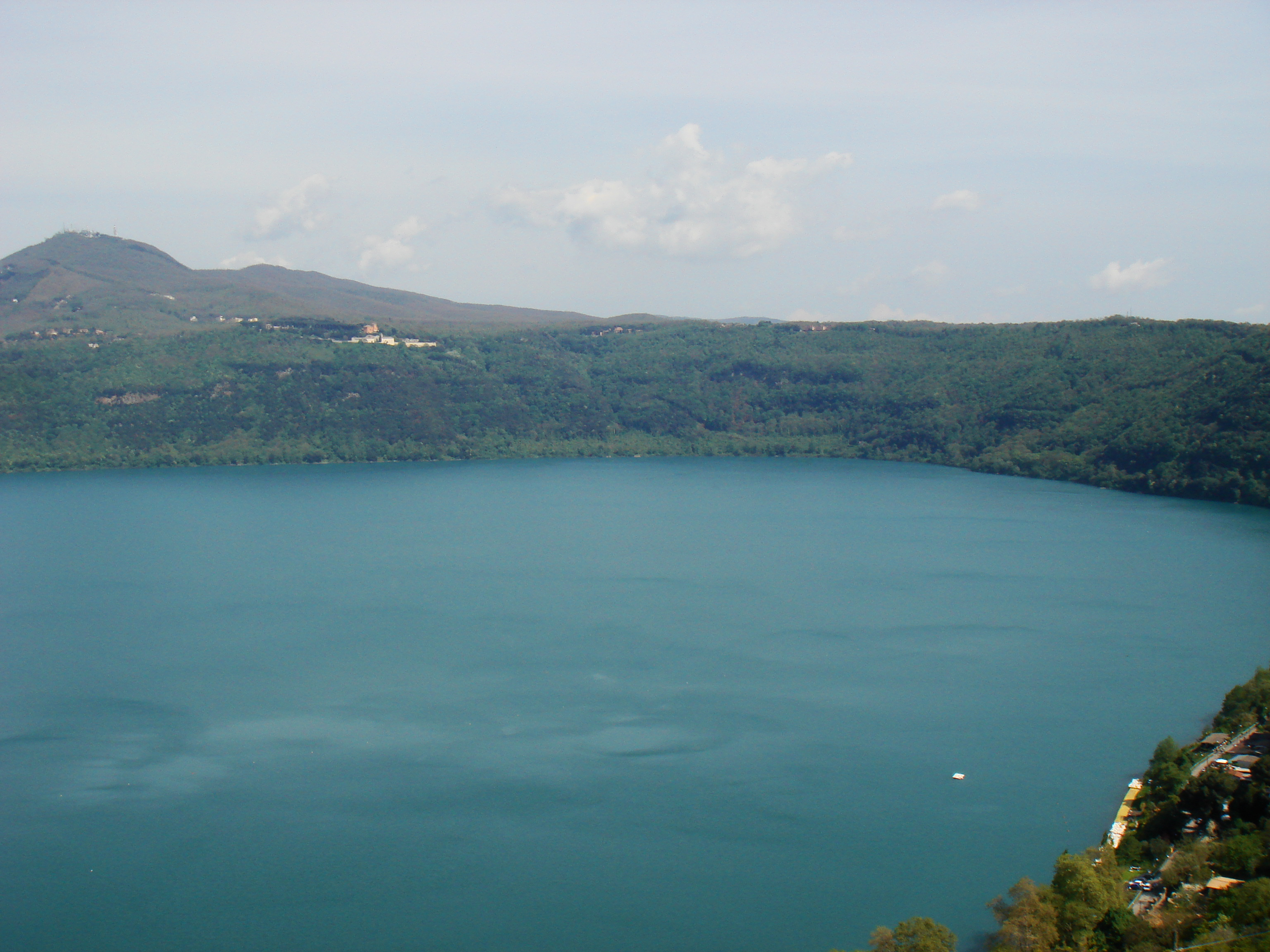
La cosiddetta "culla del lago", ossia il ripido fianco meridionale del cratere. Sotto Monte Cavo, si nota il complesso del convento di Santa Maria ad Nives di Palazzolo e della villa del cardinale Colonna (l'edificio rosso acceso).

Il lago viene citato come "possessio lacum Albanense" tra le proprietà donate dall'imperatore Costantino il Grande alla basilica di San Giovanni Battista ad Albano (probabilmente coincidente con l'attuale cattedrale di San Pancrazio) sotto il pontificato di papa Silvestro I, donazione riportata dal Liber Pontificalis. Non è chiaro quanto sia attendibile questo documento, ma è molto probabile sia veritiero, poiché è noto che nei primi secoli dell'Alto Medioevo la Chiesa gestisse direttamente le terre dell'Agro Romano attraverso gli istituti tipici dei patrimonia e delle domuscultae.
Nel 1233 il lago con le sue pertinenze risulta da una bolla di papa Gregorio IX elencato tra le proprietà dell'abbazia di Santa Maria di Grottaferrata, il potente cenobio basiliano fondato da san Nilo da Rossano nel 1004 grazie alla protezione della famiglia baronale romana dei Conti di Tuscolo. Questa potente famiglia, che aveva la sua roccaforte nell'antica città di Tusculum, protesse il neonato monastero assicurandogli molto probabilmente svariate proprietà nella propria area di influenza: così si spiegano i duraturi interessi mantenuti anche fino al Quattrocento dell'abbazia criptense nei territori di Castel Gandolfo ed Ariccia.
L'erudito ottocentesco Gaetano Moroni, autore dell'imponente "Dizionario di erudizione storico-ecclesiastica", sostiene senza spiegare il ragionamento che in seguito il lago diventò proprietà della Camera Apostolica, il demanio pontificio. In effetti abbiamo la certezza dell'appartenenza del lago a questo istituto del governo pontificio solo in occasione della vendita del lago stesso da parte della Camera Apostolica al principe polacco Stanisław Poniatowski, siglata con rogito presso il notaio De Gregori il 22 settembre 1822.
Il Poniatowski era esponente di una famiglia polacca di antica nobiltà e di sangue reale, esule dal paese natale dopo la spartizione della Confederazione Polacco-Lituana del 1795 e trasferitosi a Roma e poi a Firenze. Aveva alcuni interessi ad Albano, dove possedeva un palazzo ed alcune terre. Tuttavia il principe, trasferendosi a Firenze, vendette tutte le sue proprietà, ed alienò la proprietà del lago in favore del marchese Lorenzo Lezzani, un uomo arricchito in fretta grazie agli appalti pontifici, assunto alla nobiltà nel 1841.
Nel 1884 la proprietà del lago passò al duca di Gallese, Giulio Hardouin, padre del più noto diplomatico Luigi Hardouin di Gallese.
Oggi, che la superficie del lago è di pertinenza della Provincia di Roma, può sembrare strano che qualcuno avesse interesse ad essere proprietario di una massa d'acqua. Tuttavia bisogna considerare che assieme al lago c'erano le relative privative: delle mole di Albano e Castel Gandolfo, in località omonima, azionate dalle acque del lago provenienti dall'emissario; della pesca sul lago; della concia di Albano.

### L'antropizzazione novecentesca

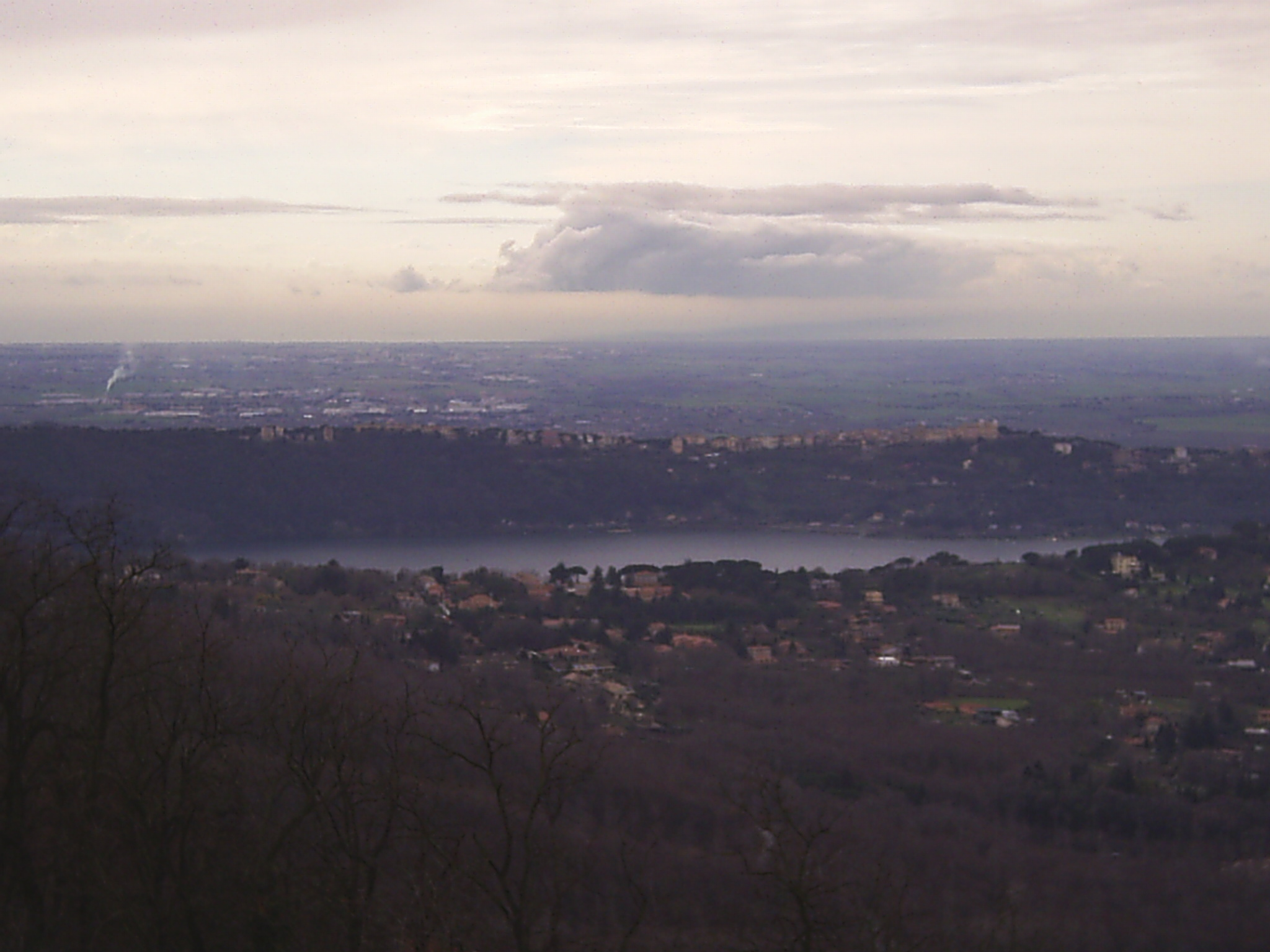
Il lago e l'abitato di Castel Gandolfo visti dall'ex-Fortezza Pontificia di Rocca di Papa (oggi Museo di geofisica).

All'inizio del Novecento le cittadine dei Colli Albani si proposero come luogo di villeggiatura a due passi di Roma, ed il lago iniziò a subire alcuni mutamenti radicali. Il bordo settentrionale del cratere iniziò a popolarsi di villini, schierati ai lati della strada statale 216 Maremmana III tra Marino e Castel Gandolfo, per cui quella località fu chiamata per un certo periodo "Castel Marino" (ed oggi è nota semplicemente come "Villini"). Nel 1889 il cratere del lago fu attraversato dalla ferrovia Roma-Albano, con due fermate: una stazione (oggi dismessa) in servizio ai villini, e la stazione di Castel Gandolfo.

Archeologi e studiosi iniziarono ad interessarsi allo studio sistematico delle antichità del lago. Giuseppe Lugli, archeologo e professore ordinario all'Università di Roma La Sapienza di Topografia di Roma e dell'Italia antica, nel 1913 si laureò con una tesi sulla villa albana di Domiziano che fu il primo studio organico di quel monumento, ma proseguì i suoi studi sulla zona fino almeno al 1922: nel 1919 effettuò sulla zona del lago il primo volo di ricognizione archeologica dall'alto, a bordo del dirigibile "Roma" della Regia Aeronautica.

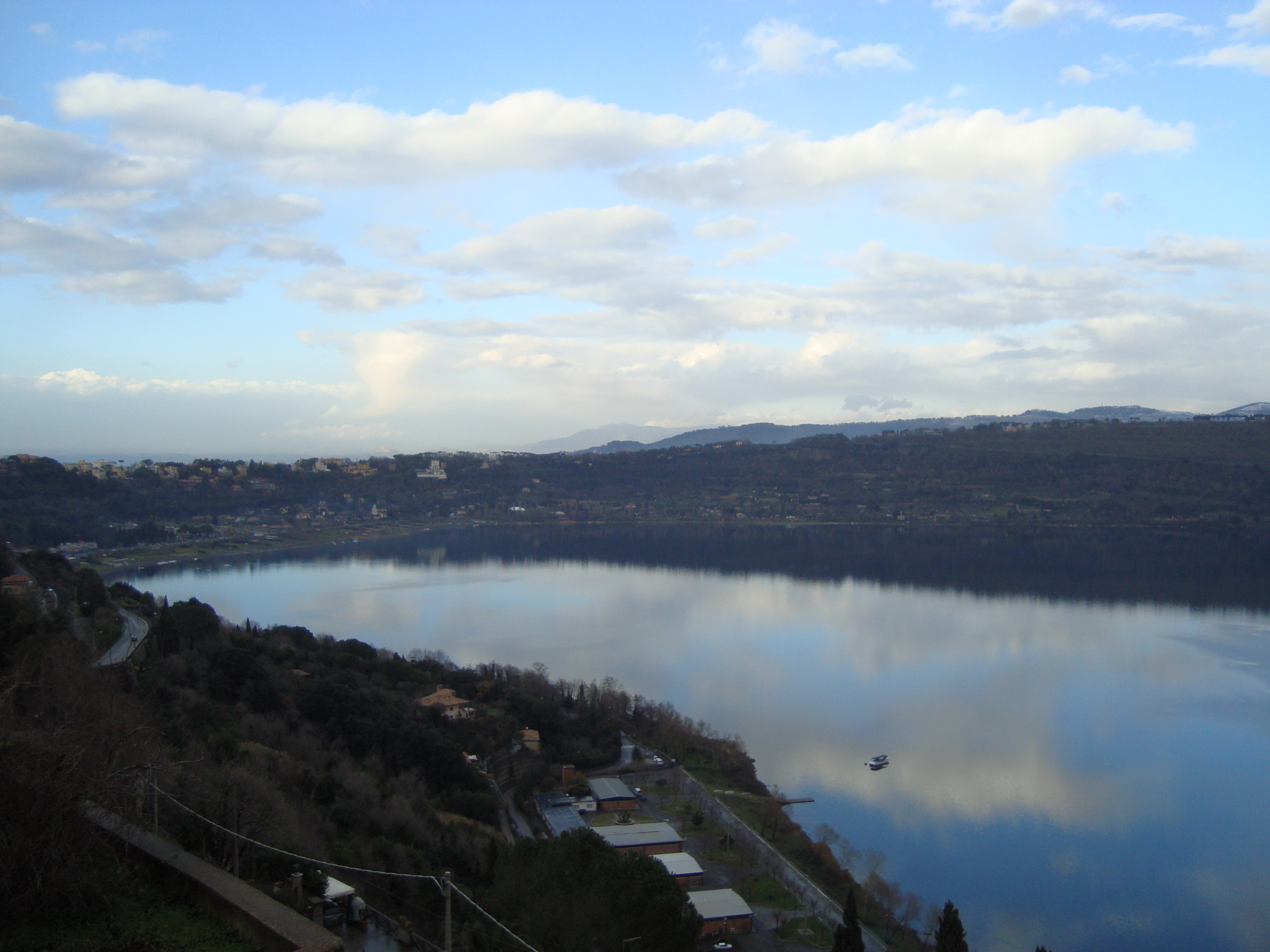
La costa occidentale del lago, con lo Stadio olimpico del CONI in basso al centro.

Il culmine dell'antropizzazione negli anni del boom economico: il lago Albano fu destinato alle gare di canottaggio e di canoa/kayak delle Olimpiadi di Roma del 1960, e pertanto furono costruiti gli impianti del CONI con lo stadio olimpico, le piattaforme di partenza e gli edifici collegati, e le infrastrutture per arrivarci: la strada statale 140 del "lago Olimpico" con il lungo traforo della sua diramazione, la funivia (anzi, una cestovia, rimasta in funzione fino al 1974 e di cui oggi si vedono i pittoreschi piloni abbandonati).
Nel 1966 iniziò la costruzione della chiesa della Madonna del Lago, un luogo di culto cattolico progettato da Francesco Vacchini, direttore tecnico della Fabbrica di San Pietro, per volere di papa Paolo VI, che si recò personalmente a consacrare la chiesa il 25 agosto 1977, già malato (sarebbe morto l'anno seguente proprio durante la permanenza nelle Ville Pontificie di Castel Gandolfo).
La chiesa fu visitata anche da papa Giovanni Paolo II il 2 settembre 1979.

#### Inquinamento delle acque

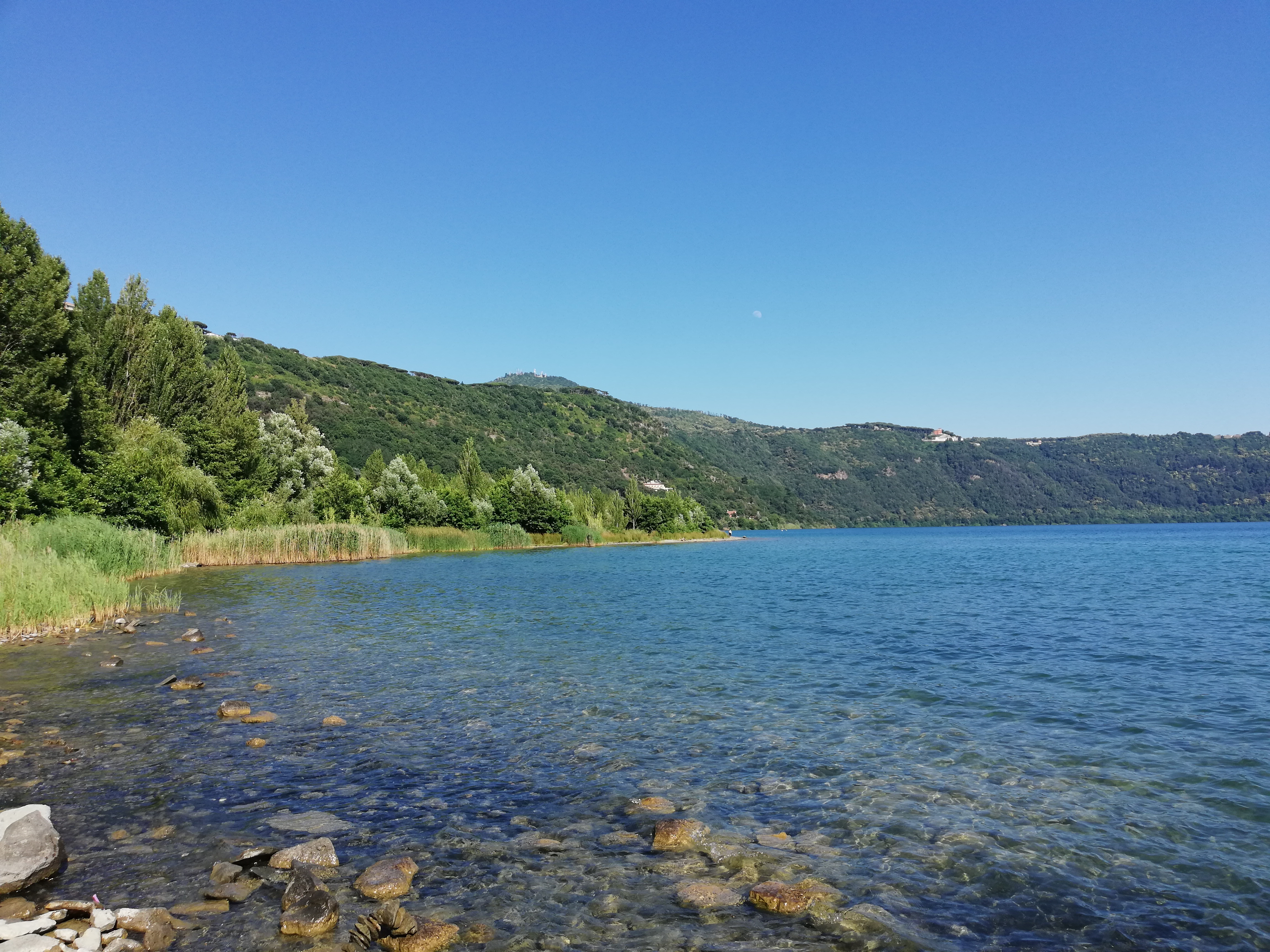
L'acqua del lago oggi, sulla riva nord

Insieme all'antropizzazione, è esploso il fenomeno dell'inquinamento del bacino lacustre. Nel 2000 il lago venne classificato come "area a vulnerabilità primaria" nel Piano regionale delle acque. Le zone settentrionali, su cui si sono moltiplicati pontili e stabilimenti (spesso ampliati abusivamente), risultavano già nel 2004 inquinate oltre il consentito ma entro i limiti di deroga. Il sindaco di Albano, Marco Mattei (centrodestra), nel luglio 2004 emette per il tratto di costa albanense un'ordinanza di divieto di immersione, canottaggio e controllo veterinario sul pescato, ordinanza prontamente revocata il 13 agosto del mese seguente, forse di fronte all'inadempienza generale al provvedimento. L'anno seguente tuttavia ancora il sindaco Mattei vieta le attività sportive e ludiche nelle acque del lago (ordinanza nº 54 del 14 aprile 2005).
Nel 2006 presso l'emissario gli streptococchi fecali, prodotto dell'inquinamento da fogna, superano di trenta volte il valore consentito dalla legge: nel 2007 i rilevamenti dell'Arpa, l'agenzia regionale per la protezione dell'ambiente, riportarono livelli di inquinamento superiori al consentito in molte zone del lago, e si rese necessario il divieto di balneazione da parte dei sindaci competenti. Il sindaco di Albano la emise solo per alcuni tratti di costa nel giugno 2006 (considerato che le zone orientali del lago, sotto Palazzolo, non risultavano inquinate) e poi la estese a tutto il tratto di lago albanense l'anno seguente, nel maggio 2007. Il sindaco di Castel Gandolfo Maurizio Colacchi (centrosinistra), fece lo stesso con due ordinanze, abrogate dalla revoca del divieto di balneazione nell'estate 2007, contraddetto a sua volta da una nuova ordinanza di divieto, ma solo per alcune zone della costa castellana, emanata il 29 aprile 2008.

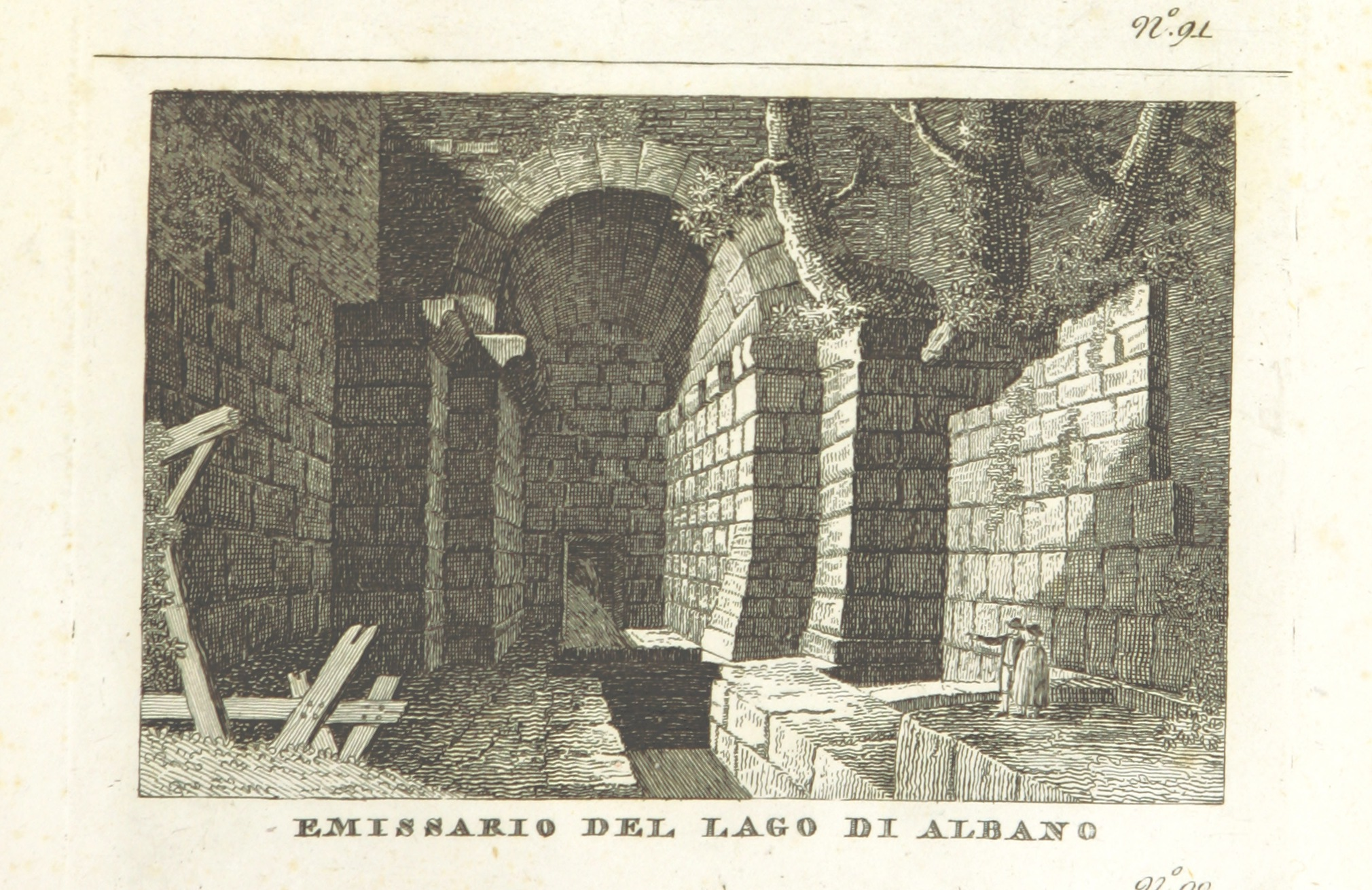
L'emissario artificiale in una pubblicazione del 1820

La causa dell'inquinamento era la presenza in alcuni punti di fauna intestinale, dovuta agli sversamenti delle fogne delle abitazioni circostanti il lago. La Provincia di Roma e i comuni di Marino, Rocca di Papa e Castel Gandolfo si impegnarono a completare la rete fognaria circumlacuale: lo stralcio del progetto ci fu nell'aprile 2007, i lavori incominciarono nel novembre 2008 e l'opera fu inaugurata il 25 giugno 2009. Già nel 2008 le acque del lago risultarono meno inquinate. Nel 2010 Castel Gandolfo ha revocato il divieto di balneazione.

## Monumenti e luoghi d'interesse

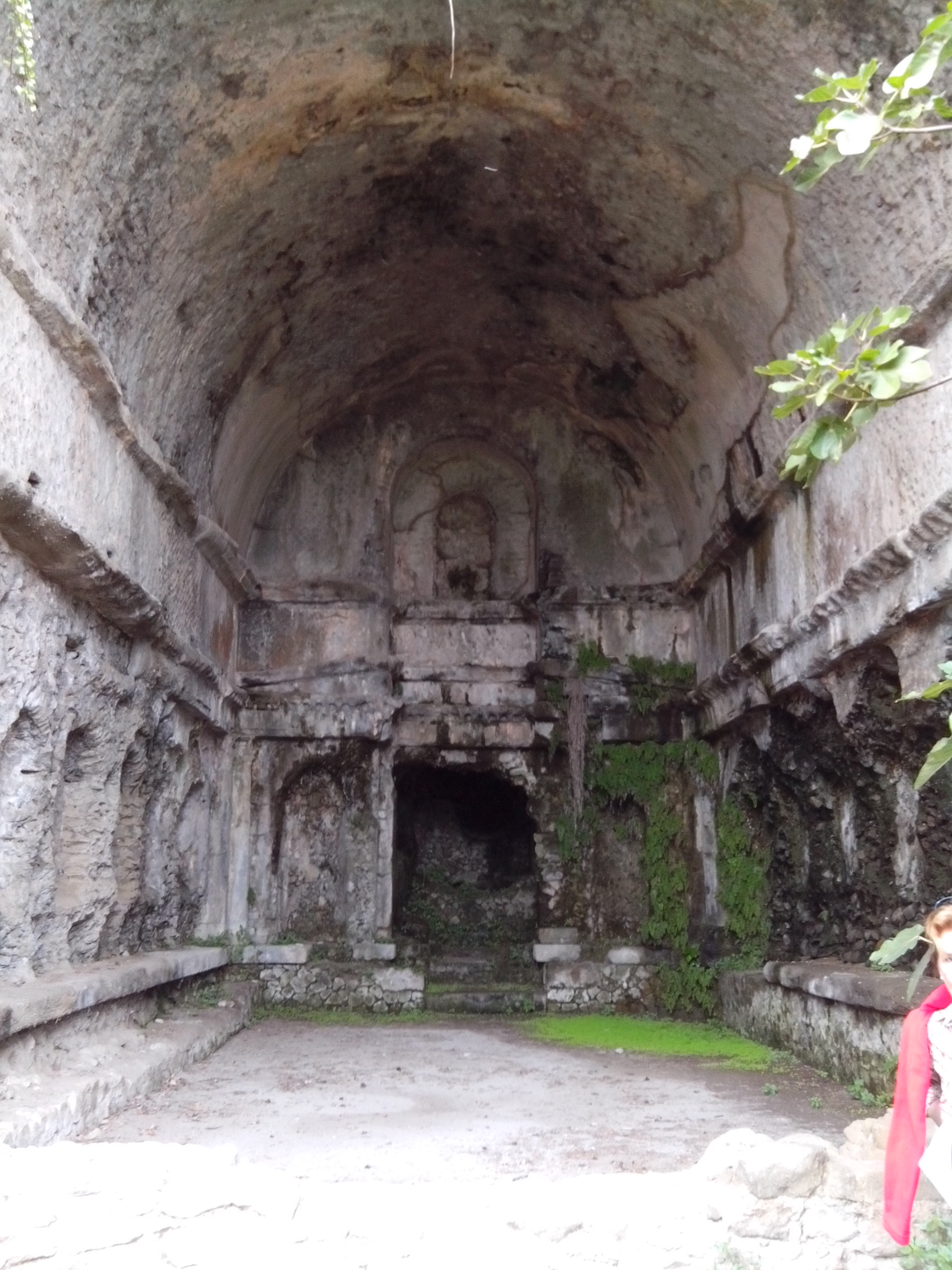
Il ninfeo dorico, sulla riva settentrionale del lago.

### Chiese e luoghi di culto
- Chiesa della Madonna del Lago.

### Resti archeologici
- Villaggio delle Macine.
- Emissario artificiale.
- Ninfeo dorico.
- Ninfeo del Bergantino.

## Centri abitati
Nessun centro abitato propriamente detto si affaccia sulle rive del lago, tuttavia ci sono molti centri urbani di notevole importanza affacciati sul bordo del cratere del lago o sulle alture vicine.

### Castel Gandolfo

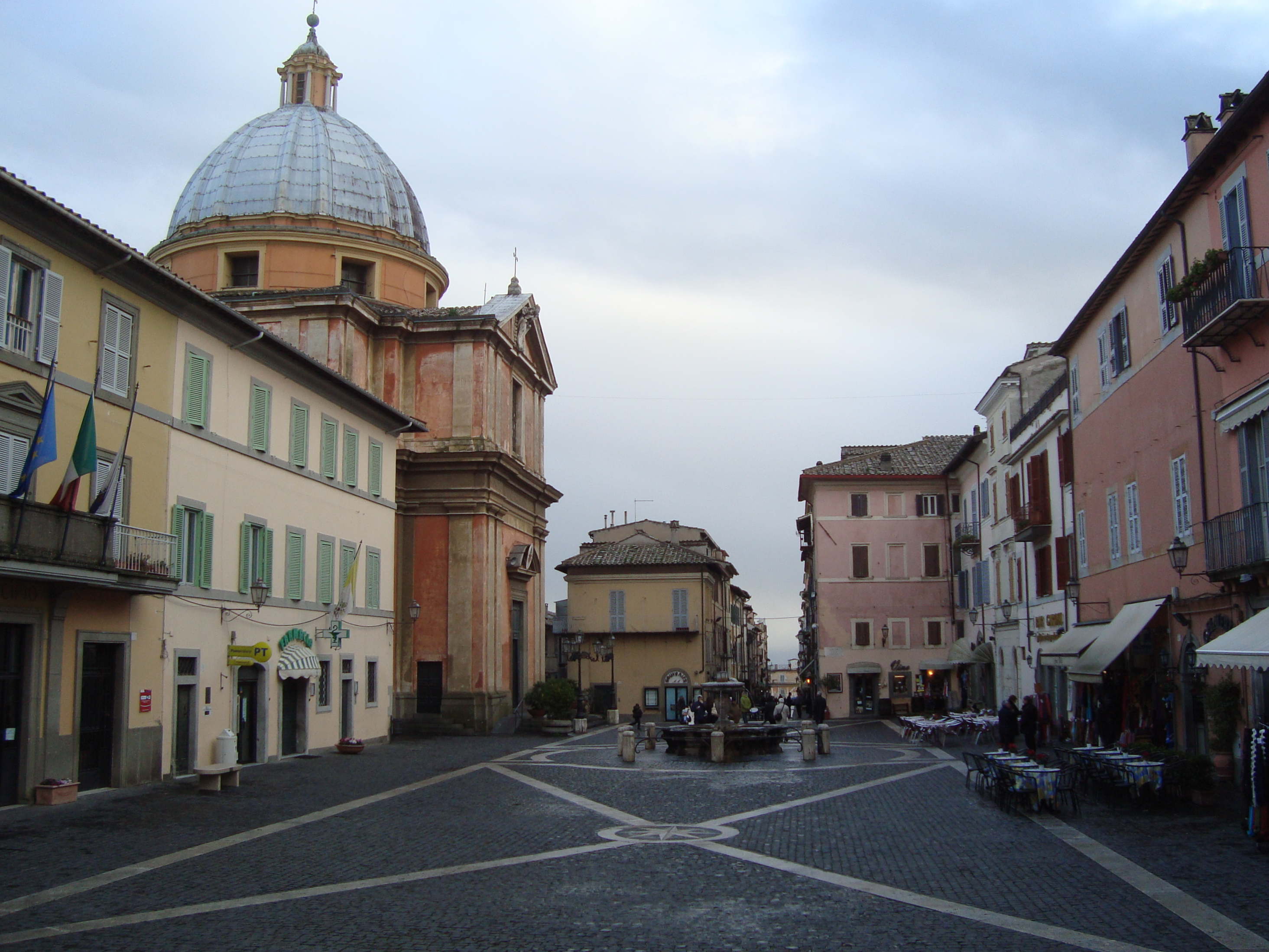
Piazza della Libertà, Castel Gandolfo: la Collegiata e la fontana berniniane.

Il centro abitato più vicino e meglio collegato è Castel Gandolfo, nel cui territorio comunale ricadono gran parte delle coste lacustri. Fu abitato fin dal X secolo ed appartenne alla famiglia genovese dei Gandolfi, ai Savelli ed infine, dal 1596, alla Camera Apostolica, ossia immediate subiectum alla Santa Sede. Papa Urbano VIII fu il primo a recarvisi in villeggiatura, facendo costruire a Carlo Maderno il primo nucleo del Palazzo Pontificio. In seguito la Villa Pontificia fu frequentata da Alessandro VII, che commissionò a Gian Lorenzo Bernini la costruzione della collegiata di San Tommaso da Villanova, la cui cupola svettante domina decisamente il panorama lacustre. Molti papi loro successori frequentarono nei secoli successivi Castel Gandolfo, progressivamente ampliando il complesso pontificio. Dopo un periodo di abbandono seguito alla fine del potere temporale, nel 1929 le Ville Pontificie di Castel Gandolfo furono riconosciute dallo Stato italiano come zona extraterritoriale della Santa Sede, qualifica che conservano ancora oggi. All'interno del perimetro delle Ville si trovano la Specola Vaticana (l'osservatorio astronomico situato sopra al Palazzo Pontificio, le cui cupolette bianche fanno mostra di sé anche dal lago) ed i ruderi della parte residenziale della grande villa albana di Domiziano.

### Albano Laziale

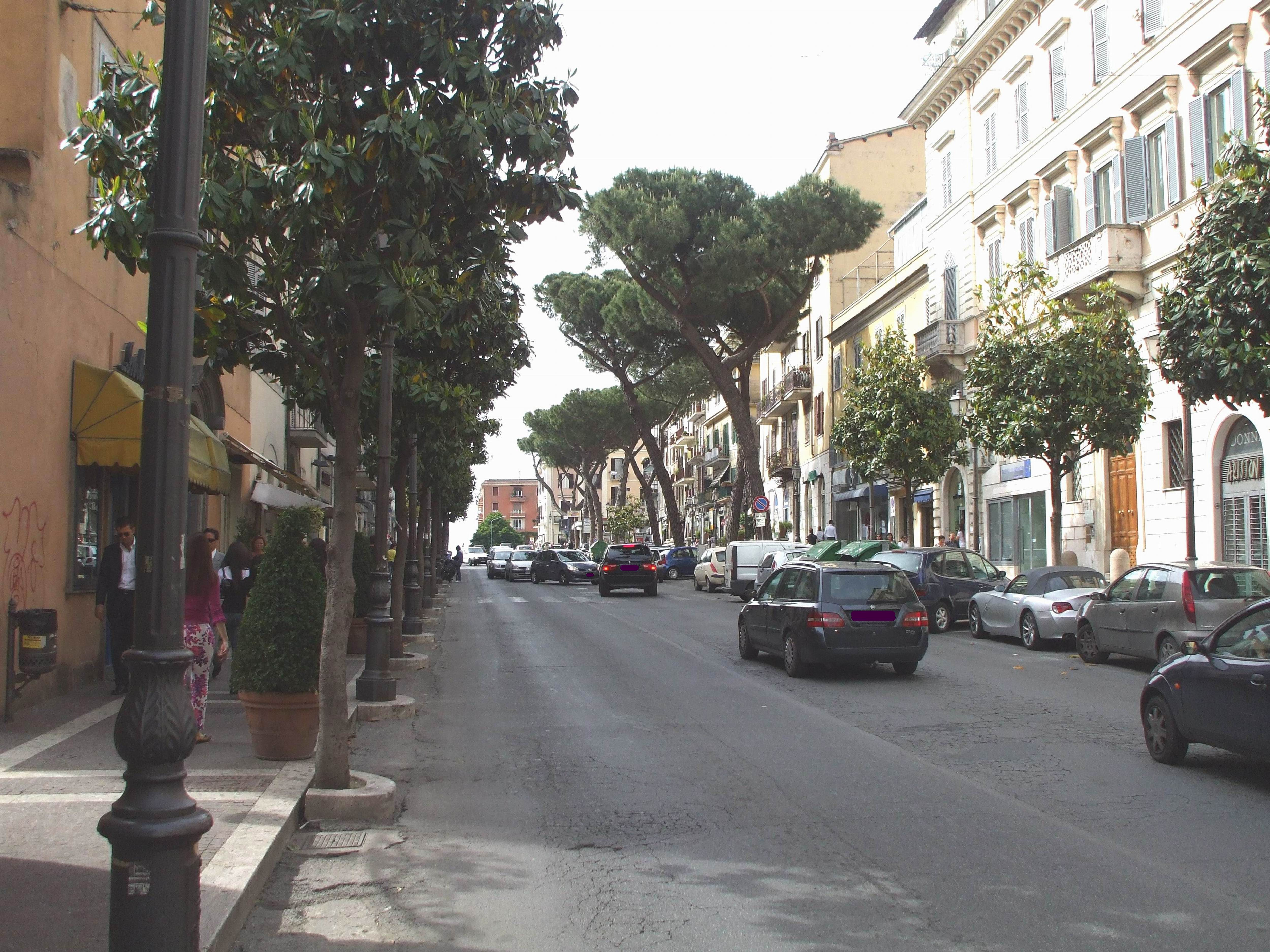
Corso Giacomo Matteotti ad Albano Laziale, ossia il tratto urbano della via Appia, cuore pulsante della città moderna.

Il Colle dei Cappuccini nasconde alla vista del lago Albano Laziale. Il suo centro storico sorge in gran parte sui Castra Albana, accampamenti militari di età severiana, nucleo dell'attuale cittadina. Sede vescovile suburbicaria attestata già dal IV secolo, ebbe trascorsi di libero comune nel burrascoso periodo a cavallo dell'anno Mille, poi fu infeudata ai Savelli di cui divenne una roccaforte fino all'acquisto da parte della Reverenda Camera Apostolica nel 1697. Nel Settecento la città si giovò del diretto dominio ecclesiastico con la fondazione di importanti istituti culturali e soprattutto con la risistemazione della via Appia, che tornò ad essere la via privilegiata tra Roma e Napoli al posto della strada postale medioevale via Marino e Velletri. Albano nel periodo camerale si arricchì di ville e residenze patrizie suburbane (l'attuale parco pubblico comunale di Villa Doria, Palazzo Pamphilj, Palazzo Corsini oggi sede dell'ASL RMH, Villa Ferrajoli oggi sede del locale Museo civico, Villa Venosa, Palazzo Rospigliosi oggi occupato dall'istituto paritario "Leonardo Murialdo" dei Giuseppini). Oggi Albano, insieme alle popolose frazioni di Cecchina e Pavona, è uno dei comuni più popolosi della provincia, nonché importante centro commerciale e culturale grazie ai suoi molti istituti secondari di secondo grado.

### Ariccia

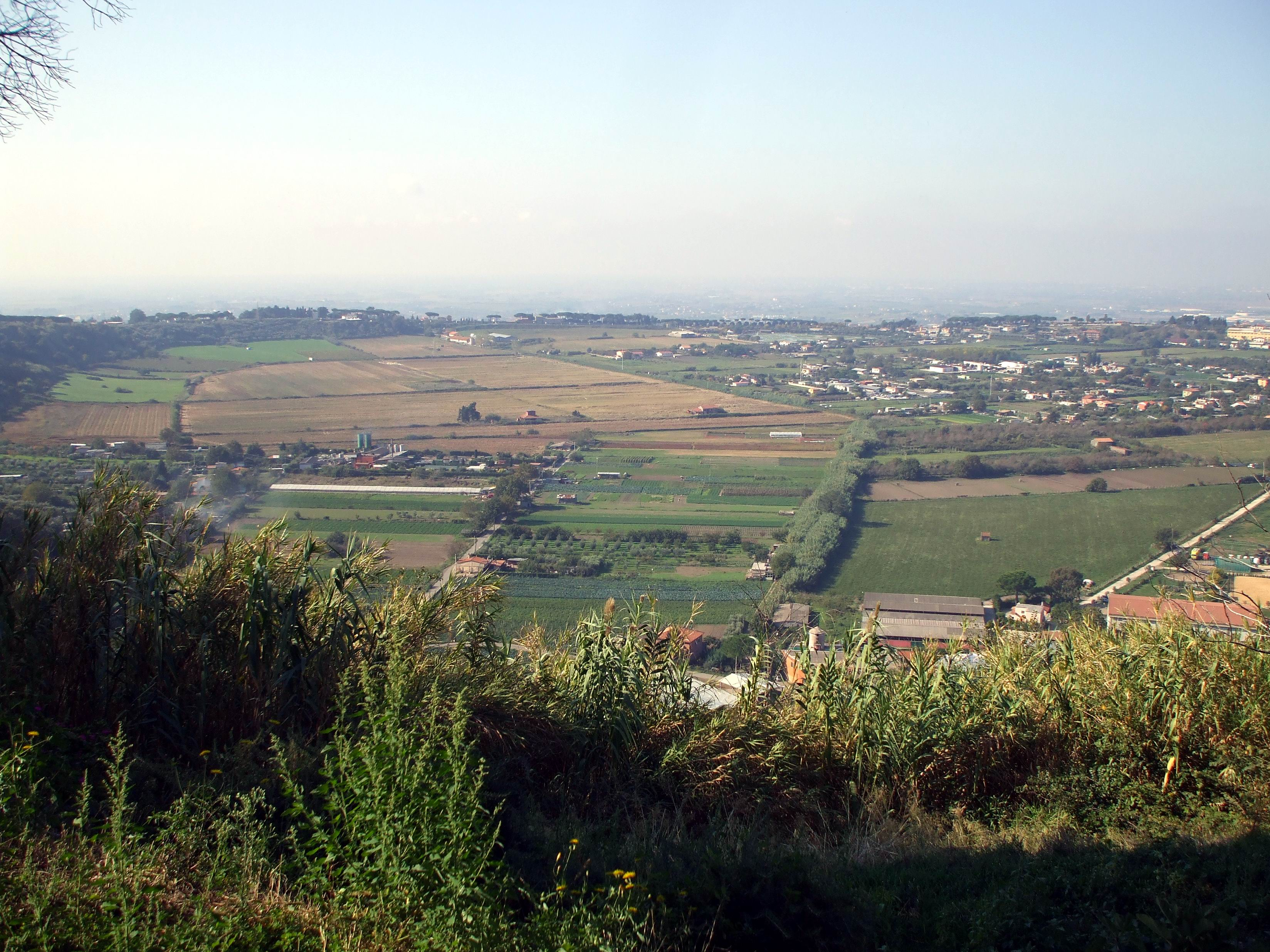
Vallericcia, in comune di Ariccia: un antico lago vulcanico analogo a quelli Albano e di Nemi, oggi interamente prosciugato.

A sud il lago è chiuso dal cratere che culmina in Monte Gentile, località residenziale del comune di Ariccia. Questa cittadina è l'erede dell'antica Aricia, città latina importantissima (teatro dell'omonima battaglia nel 505/504 a.C.) e poi importante stazione di posta sulla via Appia Antica. Decaduta Aricia nel Medioevo, l'abitato si spostò dalla vasta vallata di Vallericcia (in origine, un altro lago vulcanico simile a quello Albano e di Nemi) sul colle dell'antica acropoli, dove si trova l'abitato moderno. Di fatto rifondata dai Savelli nel Quattrocento, Ariccia fu acquistata nel 1661 dai Chigi, che l'arricchirono delle architetture berniniane della collegiata di Santa Maria Assunta, del santuario di Santa Maria di Galloro e di Palazzo Chigi, completato dal vasto Parco Chigi e dalla quinta scenografica barocca di piazza di Corte. Un ulteriore sviluppo all'abitato fu dato dalla costruzione dei viadotti voluti da papa Gregorio XVI per abbreviare il percorso della via Appia tra Albano e Velletri: il più imponente di essi, il famigerato ponte di Ariccia, fu inaugurato nel 1854 da Pio IX, rimase a lungo uno dei viadotti più alti d'Europa ed è ancora oggi tristemente noto alle cronache per via dei suicidi di cui è a volte teatro. In epoca più moderna, Ariccia è nota al grande pubblico anche internazionale per le fraschette, la porchetta ed una rassegna oggi cessata, il Festival degli sconosciuti. La cittadina, tranquilla e residenziale, possiede anche notevoli strutture sportive e scolastiche.

### Rocca di Papa

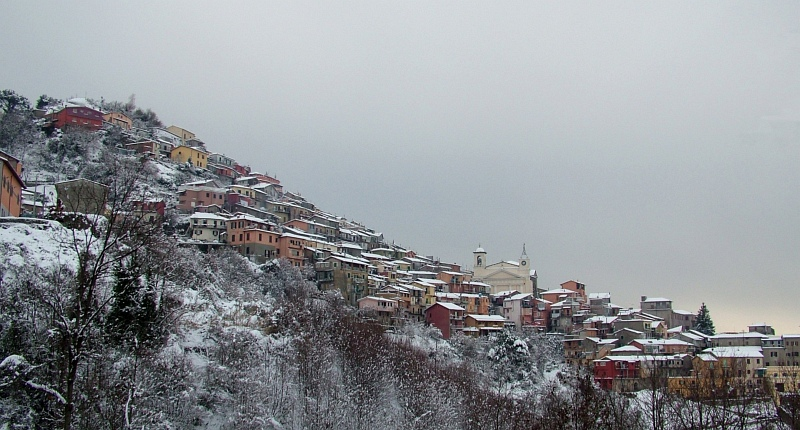
Rocca di Papa, il centro storico dopo una nevicata.

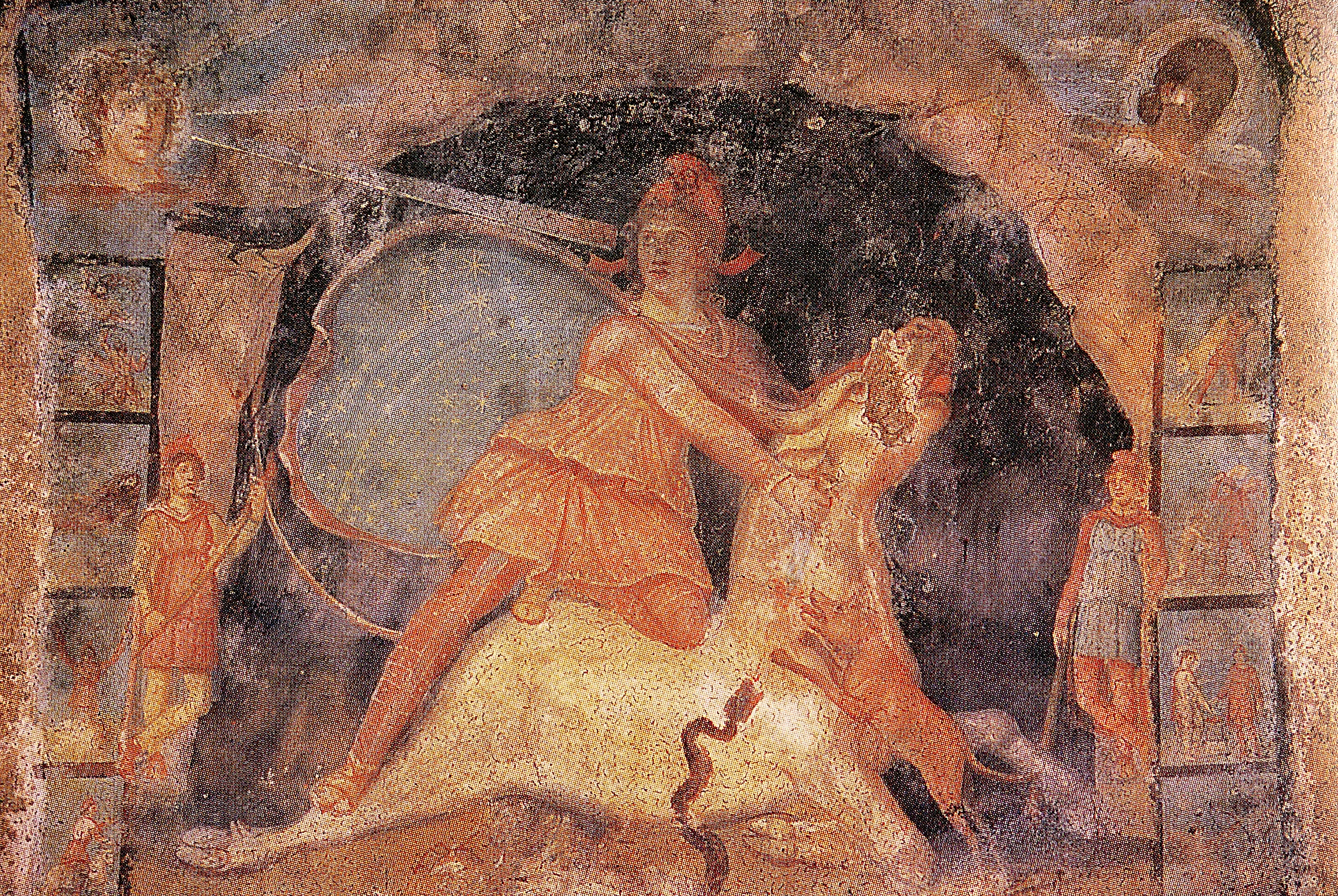
Il mitreo di Marino, uno dei due unici mitrei affrescati al mondo.

Il lago è dominato da est da Rocca di Papa, adagiata sulle pendici di Monte Cavo. L'origine del toponimo non è ben chiara, tuttavia è noto che l'abitato appartenne agli Annibaldi, agli Orsini, ed infine ai Colonna. Nel 1855 i rocchigiani diedero vita ad una singolare esperienza rivoluzionaria in polemica con la dominazione feudale e pontificia, nota come "Repubblica di Rocca di Papa". Dopo l'Unità d'Italia diventò un importante centro di villeggiatura comodamente alle porte di Roma, dotato di alberghi, ristoranti e servizi per i viaggiatori: nel 1906 venne inaugurata la funicolare della Tranvie dei Castelli Romani, collegata direttamente con Roma via Grottaferrata e rimasta in servizio fino al 1963. Nel 1886 venne allestito l'Osservatorio Geodinamico presso l'antica Fortezza Pontificia sulla sommità dell'abitato, oggi trasformato nell'interessante Museo di geofisica di Rocca di Papa.
Sempre in comune di Rocca di Papa, ma molto fuori dall'abitato, giusto a strapiombo sul lago, si trova il convento di Santa Maria ad Nives di Palazzolo. Fondato da monaci eremiti nell'XI secolo, nel Duecento diventò un ricco convento cisterciense e poi, decaduto, passò ai certosini, che lo tennero fino al 1449, anno in cui subentrarono loro i Frati Minori Osservanti. Nel 1629 il cardinale Girolamo Colonna, allora signore di Rocca di Papa, si fece costruire accanto al convento una villa panoramica, oggi adibita a ristorante e nota ancora come "Villa del Cardinale". Ma il periodo di grande splendore del convento fu il Settecento: tra il 1735 ed il 1738 il cardinale portoghese Josè Maria de Fonseca de Evora fece abbellire il convento, che rimase strettamente legato al Portogallo, tanto che dopo l'unificazione italiana del 1870 per evitare la soppressione degli ordini religiosi contemplativi i monaci implorarono la protezione della Corona portoghese. Il convento fu così possesso extraterritoriale del Regno di Portogallo fino alla fine della monarchia lusitana nel 1910. Da allora tornò una comune proprietà privata, i monaci furono espropriati e l'immobile divenne prima una clinica, poi la sede estiva del Venerabile Collegio Inglese.

### Marino
A nord occhieggiano sopra il Bosco Ferentano i campanili del centro storico di Marino. Citata a partire dall'XI secolo, fu infeudata ai Frangipane (che edificarono la chiesa di Santa Lucia, oggi sede del locale Museo civico "Umberto Mastroianni", unico monumento gotico superstite dei Castelli Romani), agli Orsini e poi ai Colonna, che ne fecero un loro caposaldo avanzato su Roma durante le lunghe e travagliate lotte con gli altri baroni romani ed i papi. Alla metà del Cinquecento Ascanio I Colonna, e poi suo figlio Marcantonio II, celebre ammiraglio pontificio alla battaglia di Lepanto del 1571, portarono avanti un piano di risistemazione urbanistica la cui maggior realizzazione fu Palazzo Colonna, progettato da Antonio da Sangallo il Giovane e rimasto incompiuto. Filippo I Colonna ed il figlio cardinale Girolamo, un secolo dopo, continuarono l'opera, commissionando l'apertura di Corso Trieste e la costruzione dell'imponente basilica di San Barnaba apostolo. Alla fine del Settecento, in concomitanza con l'abbandono della vecchia strada postale per Napoli via Marino e la riapertura della via Appia che arricchì invece Albano, Genzano di Roma e le zone attraversate da quella nuova arteria, Marino subì un duro colpo economico. Tuttavia, l'attività principale della cittadina, la vitivinicoltura, rimase fiorente: nel 1925 iniziò ad essere celebrata la Sagra dell'uva, primo evento del genere in Italia, che ancora oggi rende celebre la città, ed il suo vino DOC, nel mondo. Nel 1974 la frazione di Ciampino, sede del famoso aeroporto civile e militare, diventò comune autonomo: ciò nonostante Marino, con le sue frazioni di Santa Maria delle Mole, Cava dei Selci, Frattocchie, Castelluccia, Fontana Sala e Due Santi rimane uno dei comuni più vasti e popolosi della provincia.

## Turismo

### I viaggiatori intellettuali
Il lago Albano è stato oggetto di curiosità in ogni epoca. Uno dei primi visitatori fu Pio II (1405-1464), il papa umanista che amava viaggiare e riportare le proprie impressioni nei suoi "Commentarii" latini.
Le emergenze archeologiche del lago attirarono Giovanni Battista Piranesi (1720-1778), che lasciò due splendide incisioni dell'imbocco dell'emissario e del ninfeo dorico.
Pittori provenienti da tutta Europa hanno ritratto il lago o scorci particolari di esso: John Robert Cozens, Jakob Philipp Hackert, Jean-Baptiste Camille Corot, Sil'vestr Feodosievič Ščedrin, Oswald Achenbach, George Inness.

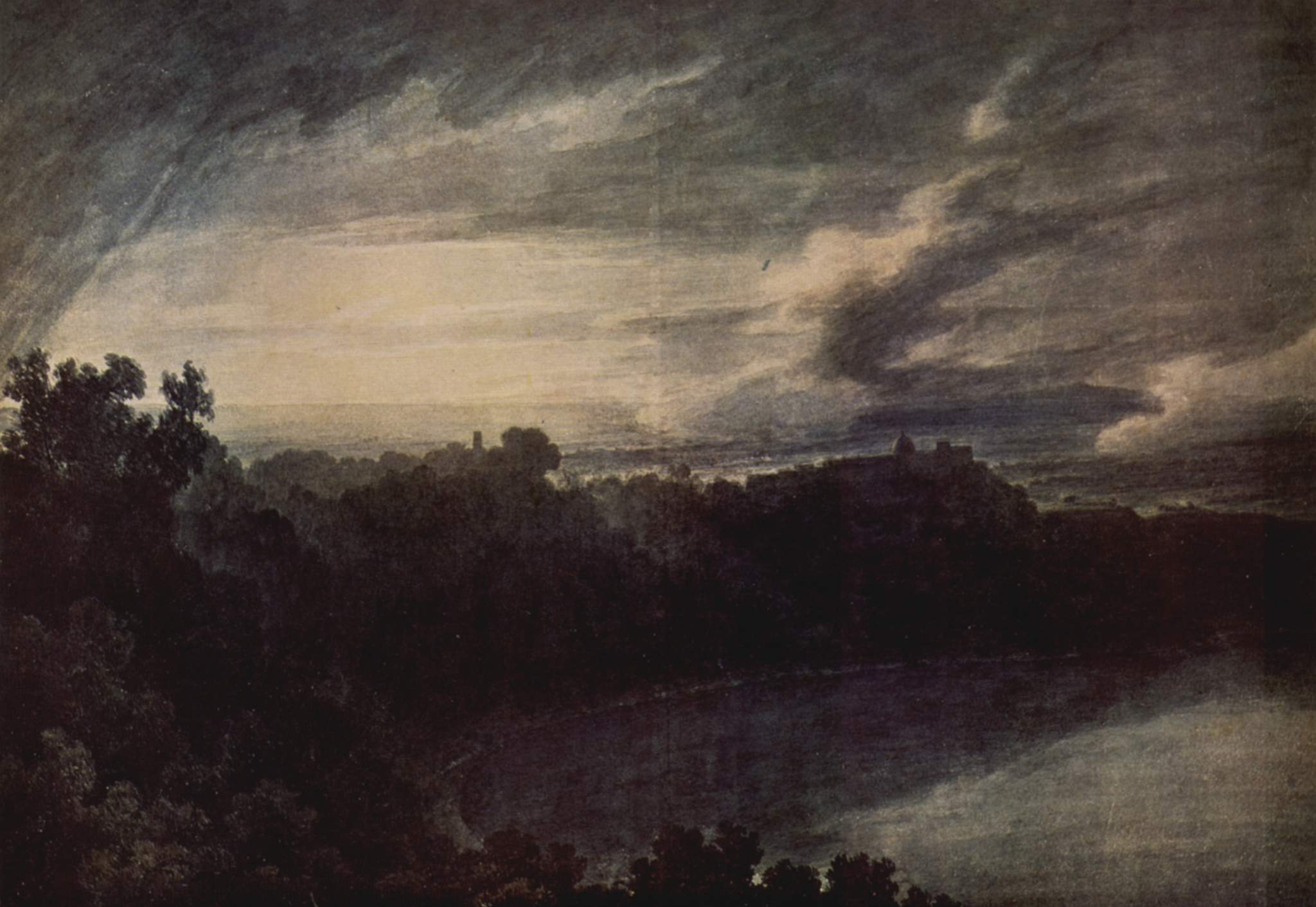
John Robert Cozens, The Lake of Albano with Castel gandolfo (EN) , 1777 circa, Londra, collezione privata.
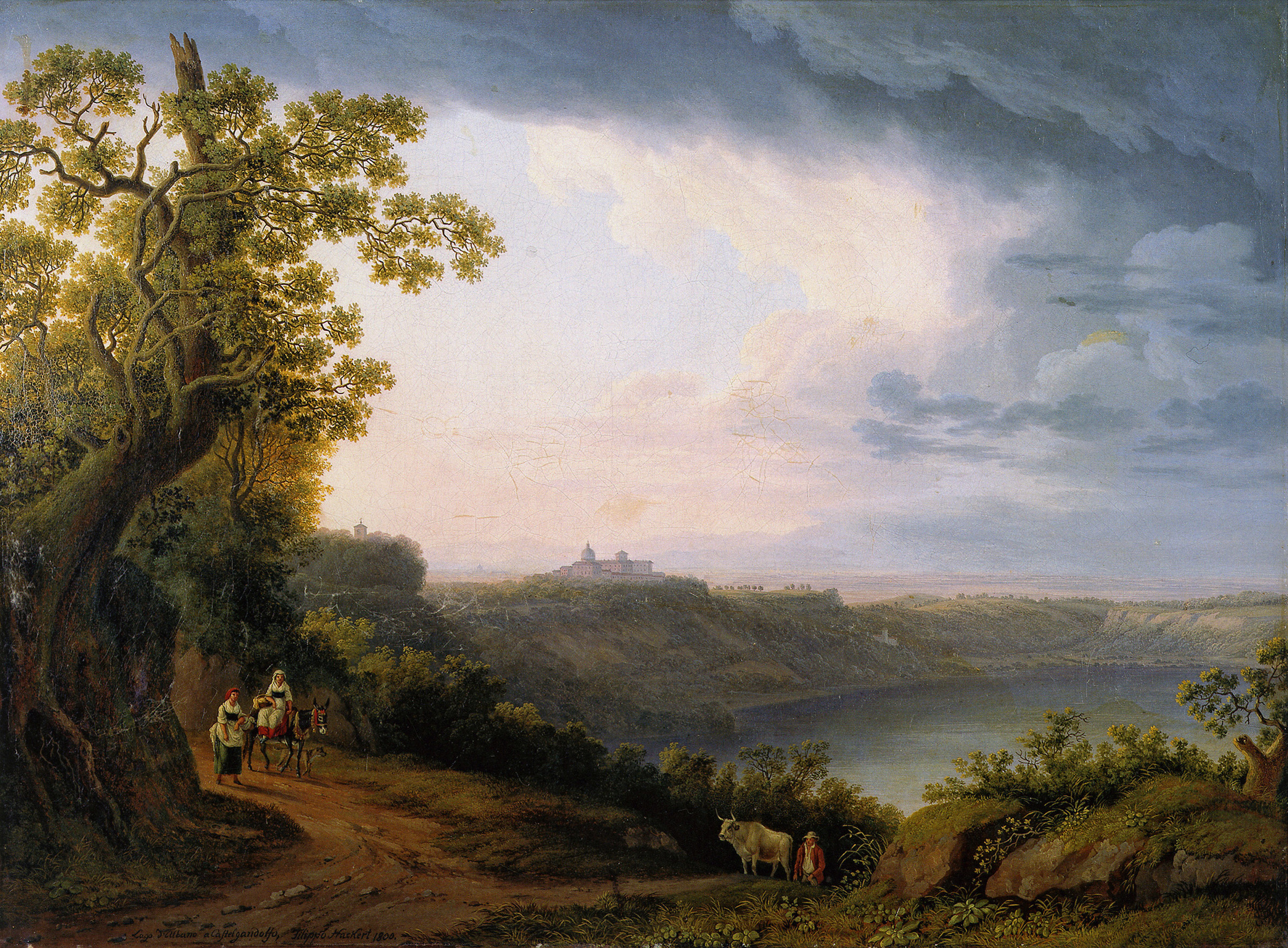
Jakob Philipp Hackert, Blick auf den Albaner See mit Castel Gandolfo (DE) , 1800, Düsseldorf, Kunstakademie Düsseldorf.
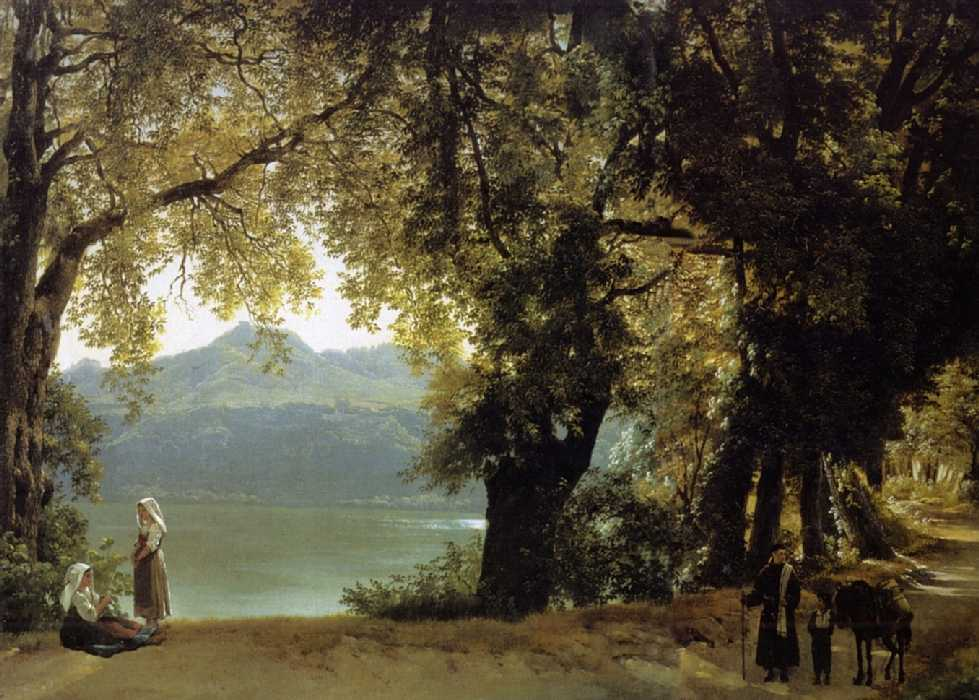
Sil'vestr Feodosievič Ščedrin, Il lago di Albano, ante 1825.
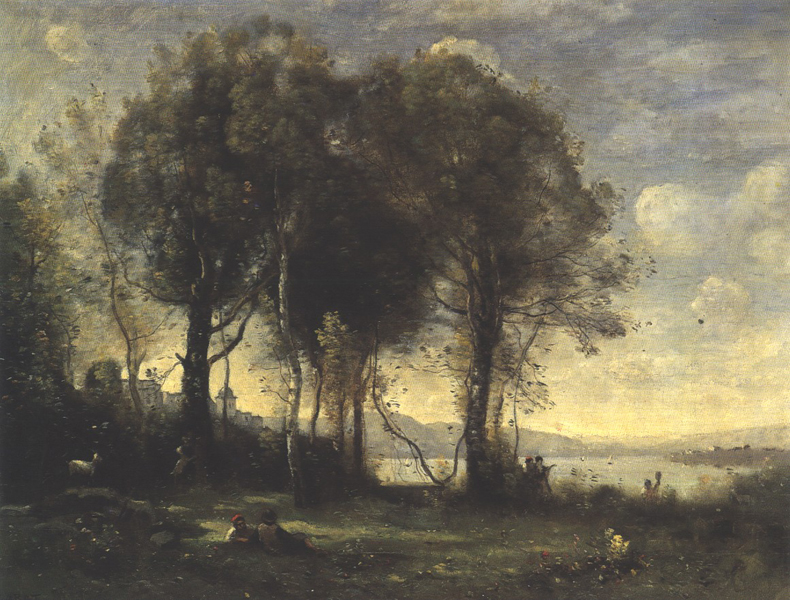
Jean-Baptiste Camille Corot, Les chevriers de Castel Gandolfo (FR) , 1866, Caen, Musée des beaux-arts.
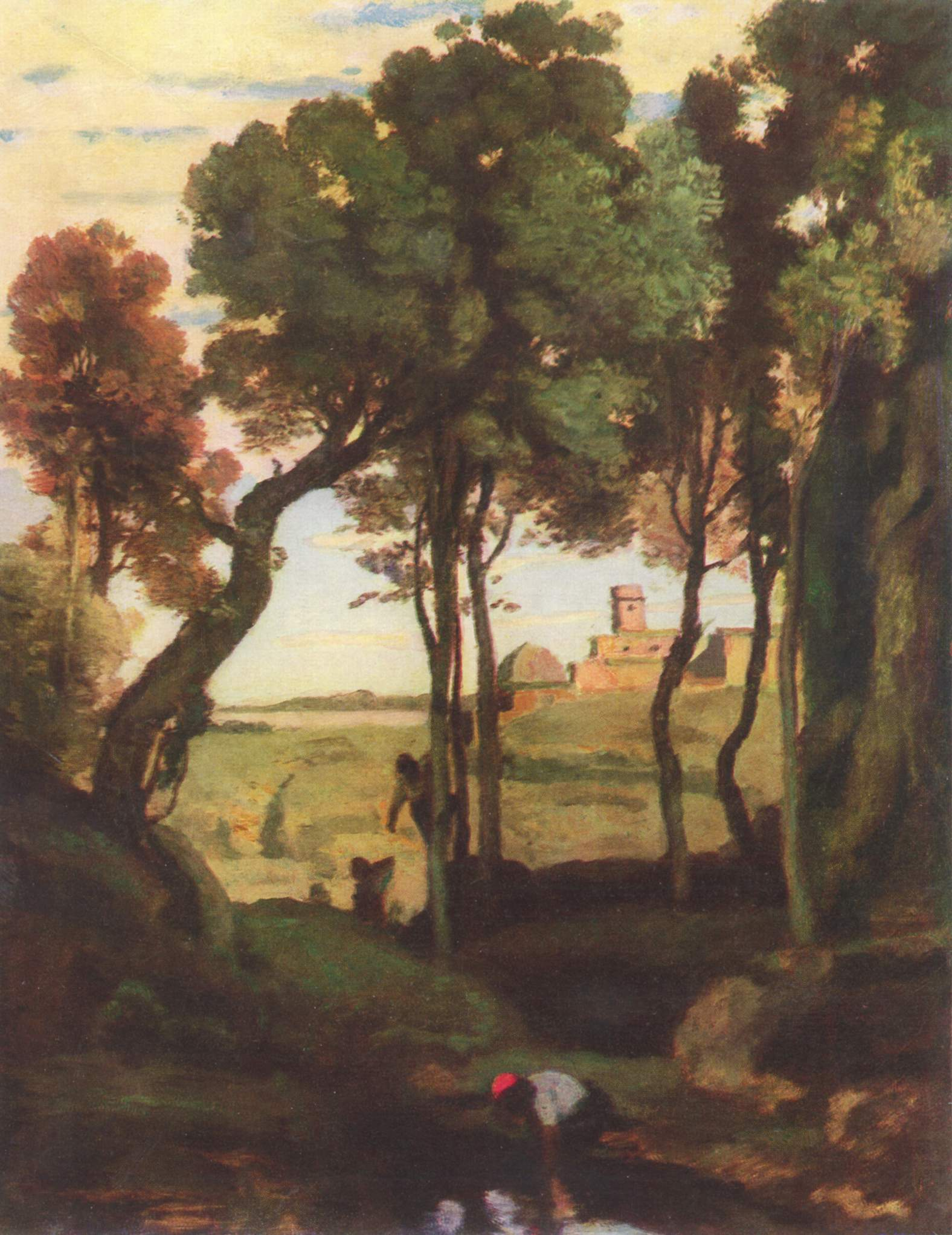
Jean-Baptiste Camille Corot, Budapest, Museo di belle arti.
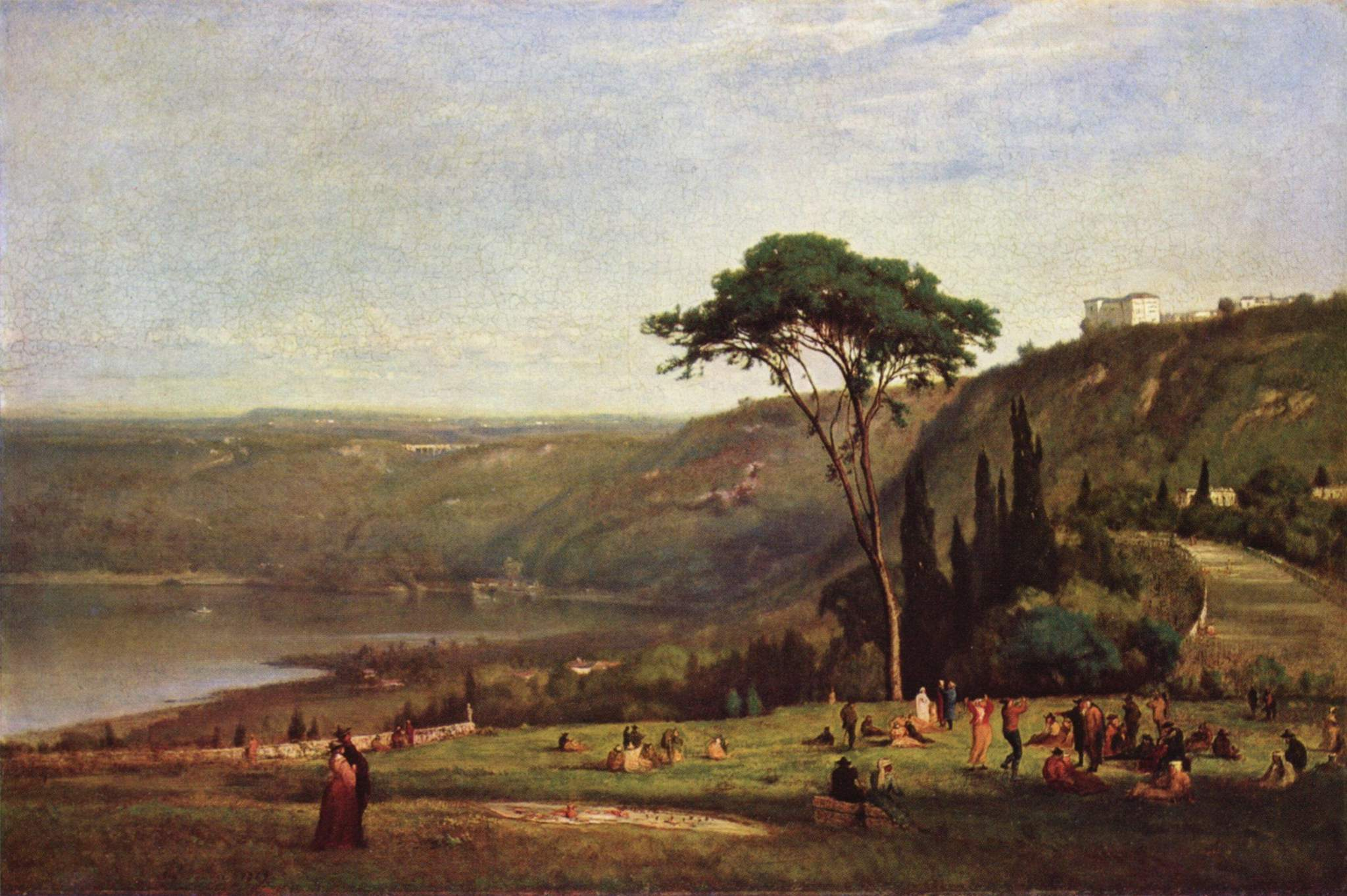
George Inness, Lake Albano (EN) , 1869, Washington D.C., Phillips Collection.
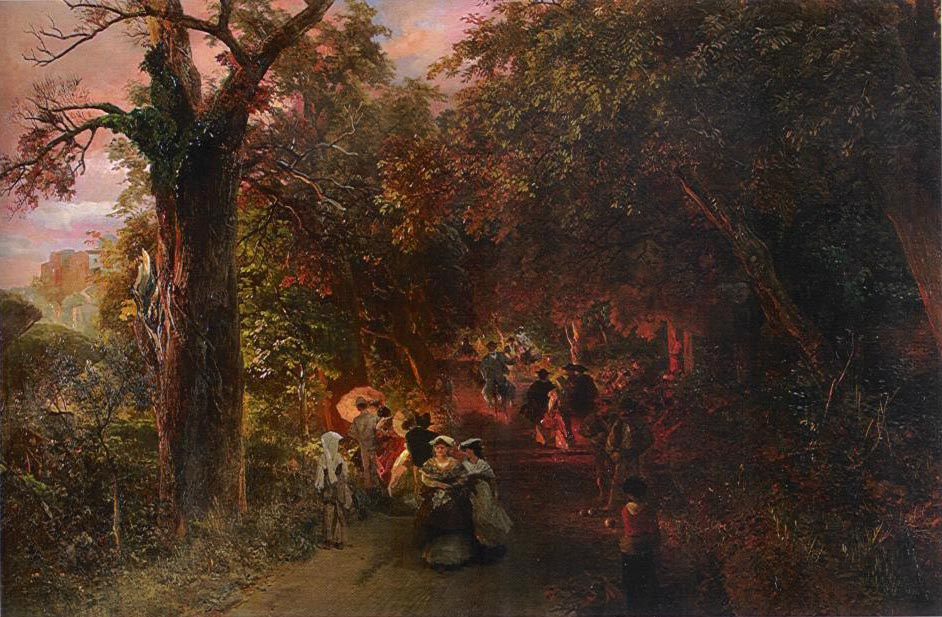
Oswald Achenbach.

### Il turismo di massa
A partire dagli anni sessanta, grazie alle infrastrutture realizzate in occasioni delle Olimpiadi, il lago si è aperto al turismo di massa. Sul lungolago sono sorti decine di ristoranti, stabilimenti e locali, che attirano numerosi visitatori oltre che gente del posto nella bella stagione.

## Infrastrutture e trasporti

### Strade

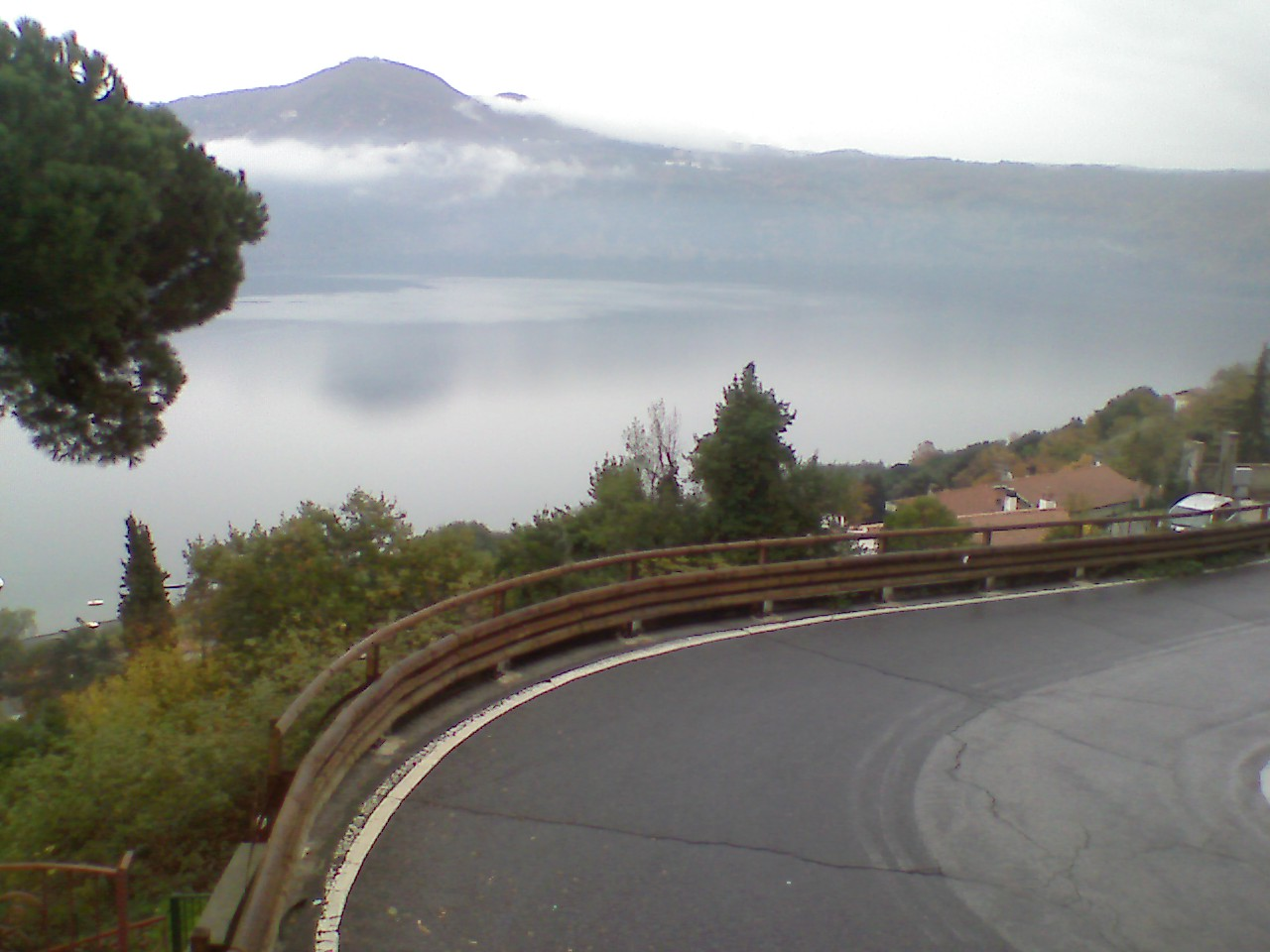
Il primo tornante della SS 140 nel tratto discendente da Castel Gandolfo al lago.

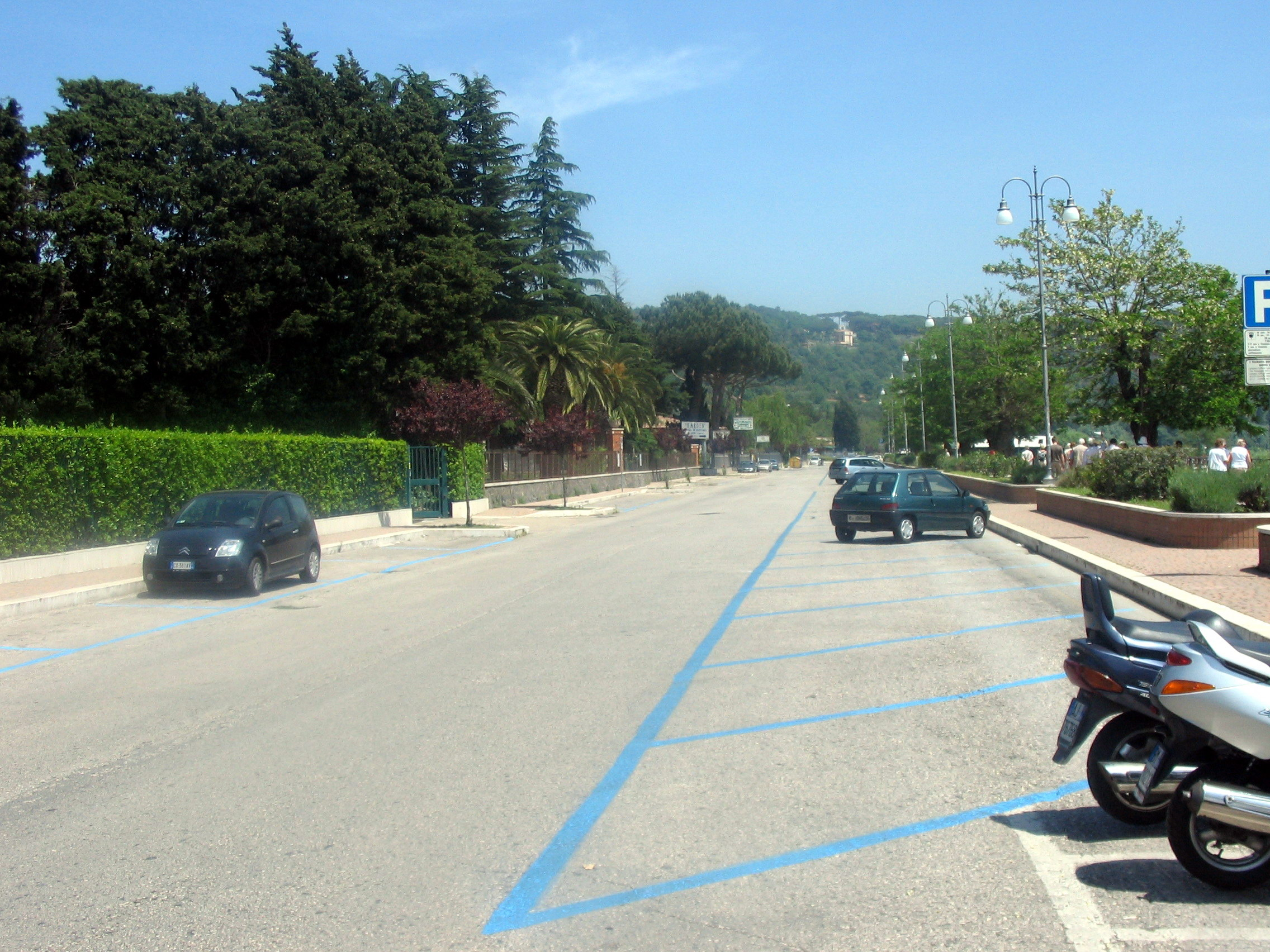
Il lungolago.

La principale strada carrozzabile di accesso al lago è la strada statale 140 del Lago di Albano, cosiddetta "del Lago Olimpico" perché fu realizzata in occasione delle Olimpiadi del 1960. Oggi è di pertinenza provinciale con tutte le sue diramazioni e pertinenze.
La SS 140 inizia al chilometro 21+400 della strada statale 7 Via Appia, all'altezza dell'incrocio sito in località Due Santi del comune di Marino: dopo un paio di chilometri la strada si divide in due rami stradali.
La SS140 propriamente detta sale all'abitato di Castel Gandolfo ricalcando l'ottocentesca "Olmata" papale d'accesso alle Ville Pontificie: poi, dopo l'incrocio con la strada statale 216 Maremmana III che corre sopra al bordo del cratere vulcanico, proveniente da Marino e diretta ad Albano, la strada torna a scendere sinuosamente verso il lago, attraversa con un ampio tornante la ferrovia Roma-Albano e ricalca il tracciato della carrozzabile ottocentesca fino alla spiaggia del lago.
L'altro ramo è una diramazione realizzata ex novo negli anni cinquanta, che attraversa il cratere vulcanico del lago nel punto in cui è più basso con un lungo traforo e sbuca in una rotatoria sulla spiaggia del lago.
I due rami sono ricollegati dal cosiddetto "lungolago", uno stradone che corre lungo tutta la costa settentrionale del lago e risale il crinale orientale con un grande tornante fino ad immettersi sulla strada statale 217 Via dei Laghi.

### Ferrovie
Il cratere del lago è servito dalla ferrovia Roma-Albano, considerata per questo una delle ferrovie più panoramiche della Regione. Completata nel 1889, fino al 1927 il tracciato proseguiva fino a Nettuno via Cecchina. Oggi è gestita da Rete Ferroviaria Italiana nell'ambito della linea di trasporto ferroviario suburbano FL4. La ferrovia, percorsa da treni pendolari, dopo la stazione di Marino Laziale penetra con una galleria nel cratere dove si trova il lago, costeggia a mezzacosta con stupendi panorami (una fermata sul lago è stata da tempo soppressa, ma continua ad essere in funzione la stazione di Castel Gandolfo, a metà strada tra l'omonima cittadina ed il lago), e quindi con un'altra galleria esce dal cratere in direzione Albano.
La linea ferroviaria dalla stazione di Marino Laziale supera lo sbarramento rappresentato dal bordo del cratere con un traforo, corre a mezzacosta sul versante occidentale del cratere (dove esisteva una stazione ferroviaria, "Villini", in seguito dismessa) fino alla stazione di Castel Gandolfo, posta a metà strada tra l'omonima cittadina e la spiaggia del lago. Poi, attraversato con un passaggio a livello il secondo tornante della SS 140 che scende verso il lago, la ferrovia esce dal cratere con un altro traforo, e sbuca alla stazione di Albano Villetta lungo la via Appia, penultima sosta della tratta.
Durante la seconda guerra mondiale, nella fase più dura dei bombardamenti anglo-americani seguita allo sbarco di Anzio, molti civili si rifugiarono nelle gallerie ferroviarie.

### Navigazione
Il Lago Albano non presenta difficoltà per la navigazione. Lungo la strada costiera si incontrano diversi circoli velici (Circolo Vela Castel Gandolfo e Vela Il Cantone), di windsurf e canoa (anche dragonboat), noleggi pedalò e barche a remi.
Gli elementi da tenere presenti sono la presenza di alghe fino a pelo d'acqua in prossimità di alcuni tratti della costa e il vento molto variabile sia in direzione che intensità (raffiche) per chi va a vela. Data la conformazione delle coste, il vento di Scirocco raggiunge talvolta intensità anche elevate (30 nodi).
Esiste anche un battello elettrico che conduce i turisti in visite guidate lungo le coste del lago. È assolutamente vietata la navigazione a motore.

## Sport

### Impianti sportivi
- Stadio Olimpico di canottaggio.